# علی بن موسی الرضا
علی بن موسی الرّضا (به عربی: عَلیُّ بْنُ موسَی الرِّضا؛ زادهٔ ۱۱ ذی‌قعدهٔ ۱۴۸ هجری قمری / ۲۹ دسامبر ۷۶۵ میلادی – درگذشتهٔ آخر صفر ۲۰۳ هجری قمری / ۵ سپتامبر ۸۱۸ میلادی)، فرزندِ موسی بن جعفر و نجمه خاتون و از نسل محمد، پیامبر اسلام، است. او امام هشتم شیعیان دوازده‌امامی بعد از پدرش موسی کاظم و پیش از پسرش محمد تقی است. هرچند منابع در علت و چگونگی ملقب شدن وی به‌عنوان «رضا» دچار اختلاف هستند، اما همگی بر شهره بودن او به این لقب، اتفاق دارند. کنیه او ابوالحسن ذکر شده که به‌جهت هم کنیه بودن با پدرش، ابوالحسن ثانی خوانده شده‌است.
دوره زندگانی علی بن موسی الرضا همزمان با حکومت عباسیان بوده‌است که با مشکلات عدیده‌ای از جمله جنگ‌های داخلی و شورش‌های مختلف علیه حکومت مواجه بودند. دوران امامت وی با سه خلیفهٔ عباسی شامل هارون الرشید، امین و مأمون مقارن بود. او در عصر حکومت هارون و امین، غالباً به مباحثه با مذاهب دیگر در باب اعتقادات اسلامی و ترویج مذهب امامیه می‌پرداخت. در این دوران با تدارک سفر و مناظرات با بزرگان ادیان و مذاهب مختلف، سعی در کاهش گسترش مذاهب دیگر کرد. مبارزه با جریان واقفیه که پس از مرگ موسی کاظم و انکار امامت وی رخ‌داد، از جمله اهم اقدامات وی بشمار می‌آید. حکومت نیز در این دوران مواجهه‌ای با وی نداشت.
پس از پیروزی مأمون عباسی در جنگ با امین در سال ۱۹۸ ه‍. ق، مأمون با گسترش قیام‌های شیعی مواجه شد. او به‌دنبال راهی برای پیروزی بر این شورش‌ها، تصمیم گرفت علی بن موسی الرضا را در حکومت دخیل کند و به‌همین منظور مقام ولایتعهدی خویش را به عهدهٔ او گذاشت. هرچند علی بن موسی، نسبت به پذیرش منصب ولایتعهدی استنکاف نمود، اما مأمون او را در سال ۲۰۰ ه‍.ق به مرو، پایتخت خود، احضار کرد. این رویداد که مهم‌ترین فصل تاریخی حیات علی بن موسی الرضا است، در سال ۲۰۱ ه‍.ق صورت پذیرفت. در طول مسیر، اتفاقات فراوانی از کاروان علی بن موسی گزارش شده‌است که پررنگ‌ترین آنها، استماع و استنساخ حدیث سلسله‌الذهب توسط اهالی نیشابور است. علی بن موسی در طول مسیر حرکتش به مرو، به ایراد سخنرانی، گفتگو با شیعیان خویش، اعتراض به احضارش به مرو و… پرداخت. پس از این انتصاب، خاندان عباسیان حاضر در بغداد که غالباً از جناح مخالف مأمون محسوب می‌شدند، اقدامات مأمون را نگران‌کننده دانستند و سرانجام مأمون را از خلافت عزل کردند و ابراهیم بن مهدی را به خلافت برگزیدند. مأمون برای دفاع از خود، به‌همراه علی بن موسی عزم بغداد کرد. با رسیدن کاروان مأمون به سرخس، وزیرش فضل بن سهل توسط تعدادی از سران سپاه ترور شد و دو روز بعد وقتی کاروان مأمون به توس رسید، علی بن موسی بیمار شد و از دنیا رفت. برخی منابع، با توجه به مرگ وزیر و ولیعهد مأمون در فاصله زمانی کوتاه، این را نشانه توطئه مأمون دانسته‌اند. به‌نظر منابع شیعه امامیه و برخی منابع اهل سنت، مرگ علی بن موسی مسمومیت بر اثر زهر بوده‌است؛ هر چند در منابع اهل سنت دربارهٔ شخص قاتل، اختلافاتی وجود دارد، اما منابع شیعی مأمون را مسئول این ترور دانسته‌اند. در نهایت وی در یکی از روستاهای توس به‌نام سناباد به خاک سپرده شد. در مدفن وی، بعدها حرمی احداث شد و شهری پیرامون پدید آمد که مشهد (محل شهادت) نامیده شد.
علی بن موسی در دوران امامتش بر شیعیان، با تدریس و بیان روایات فقهی و اعتقادی، مذهب شیعه امامی را تحکیم کرد. در این دوره، وی رویکرد فقهی شیعه را از مدیریت مستقیم و دریافت پاسخ سوالات فقهی از شخص امام، به مدیریت باواسطه از طریق راویان حدیث و استفتاء از مجتهدان، مبدل ساخت. وی همچنین به‌جهت استفاده از فضای باز اعتقادی و سیاسی، توانست نسبت به پدرش موسی کاظم، شاگردان بیشتری را تربیت نماید. با وجود این فضای باز، شاگردان وی قادر به ملاقات‌های آزادانه با او نبودند. همین امر سبب شد تا علی بن موسی، مراجعات دینی خود را به شاگردانش ارجاع دهد. جایگاه علمی علی بن موسی الرضا، منحصر در تشیع نبوده و اهل سنت نیز وی را به‌عنوان دانشمندی اسلامی ستوده‌اند. دانشمندانی از اهل سنت مانند اِبن حَجَرِ عَسقَلانی و ابن نَجّار دربارهٔ جایگاه علمی وی آورده‌اند که در بیست سالگی در مسجد نبوی در مدینه بر مردم فتوا می‌خواند. بیان دیدگاه‌های علمی وی در علوم و فنون دیگری چون طب، حکایت از جایگاه ویژه او در نزد سایر دانشمندان دارد. از سه رساله مهم منسوب به وی، یک رساله مربوط به علم پزشکی است.

## زمینهٔ تاریخی

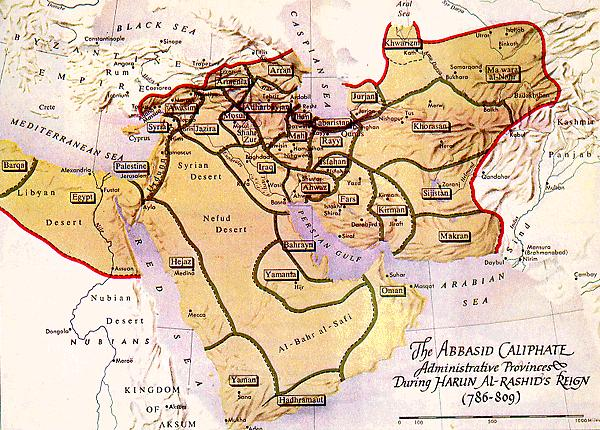
ایالت‌های اداری خلافت عباسی در طول سلطنت هارون (۷۸۶–۸۰۹ م)

فرزندان عبدالله بن عباس در طول مرحلهٔ دعوت عباسی به گسترش و تعمیم آرمان مبارزهٔ ضد اموی برای گزینش یک رهبرِ هاشمی با شعار «اَلرِّضا مِنْ آلِ مُحَمَّد»، بدون مشخص کردن شخص یا شاخهٔ نامزد خلافت — چه عباسی و چه علوی — اقدام کردند. نام جنبش «هاشمیه» با ارجاع به خاندانِ گسترده‌تر بنی‌هاشم سبب شد عباسیان بتوانند در منزلت با اهل بیت شراکت جویند. سپس، با گسترش جنبش سیاه‌جامگان اقدام به قیام علیه سلسلهٔ امویان کردند و در سال ۱۳۲ ه‍.ق/۷۵۰ م خلافت عباسیان را مستقر نمودند. خلیفهٔ دوم عباسی، ابوجعفر منصور (حک. ۱۳۶–۱۵۸ ه‍.ق/۷۵۴–۷۷۵ م) بلافاصله پس از رسیدن به قدرت، برای باقی ماندنِ خلافت در خط خانواده‌اش، طیف وسیعی از رقبا و مخالفان را به اطاعت از خود وادار یا حذف کرد. بااین‌حال، اعتبار خلافت وی توسط شاخهٔ علویِ خاندان بنی‌هاشم — به‌عنوان قانونی‌ترین وارثان خلافت که نزدیک‌ترین پیوند خویشاوندی با پیامبر را داشتند — مورد چالش قرار گرفت. منصور پس از تحکیم رهبری سیاسی‌اش، زمینه‌سازی پایه‌های دولت جدید عباسی را آغاز کرد. وی ادعاهای اعتقادی تازه‌ای در مورد جایگاه خلفای عباسی به‌عنوان امامان و نمایندگان حکومت الهی ارائه کرد. خلفای عباسی به‌عنوان اعضای مقدس خانوادهٔ پیامبر، به‌عنوان حافظ ایمان اسلامی و به‌عنوان تنها حاکمانی که تداوم‌بخش آرمان سلطنتی ایرانی بودند، حکمرانی می‌کردند.
هارونُ الرَّشید (حک. ۱۷۰–۱۹۳ ه‍.ق/۷۸۶–۸۰۹ م)، این دولت را به اوج قدرت خود رساند و توانست تا جلوهٔ سلطنتِ عباسی را تثبیت کند. هارون که با چالش جانشینی مواجه بود، امین را به‌عنوان جانشینِ اصلی خود تعیین و مأمون را نیز به‌عنوان جانشین امین منصوب کرد و سرزمین‌های خلافت عباسی را میان‌شان تقسیم نمود. بنابراین، امین به‌عنوان خلیفه در بغداد مستقر شد و فقط در استان‌های غربی حکومت می‌کرد، درحالی‌که مأمون حاکم خودمختار ولایات شرقی بود.

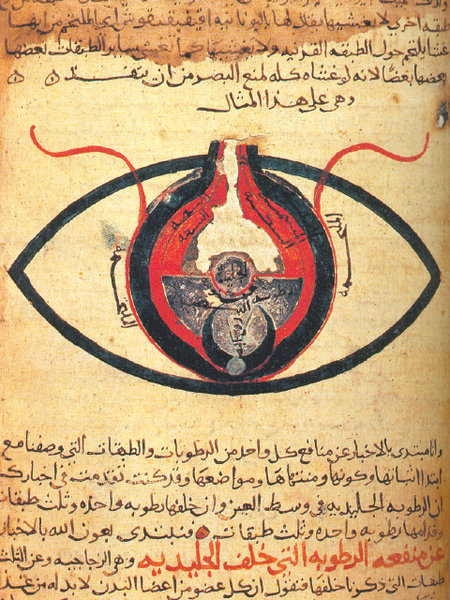
نگاره ای از آناتومی چشم برگرفته از کتاب اَلْمسائِلُ فِی الْعَیْن اثر حُنَیْن بن اسحاق، مسئول ترجمه در بَیْتُ الْحِکمَه در زمان مأمون

پس از مرگ هارون در توس، امین در بغداد و مأمون در مرو حکومت خود را آغاز کردند. پس از مدتی، رقابت میان دو برادر به جنگ داخلی انجامید و هر یک مدعی خلافت کل قلمرو عباسیان شد. در نهایت پس از پنج سال اختلاف بین دو برادر، با محاصره و فتح بغداد و قتل امین، مأمون در سال ۱۹۸ ه‍.ق عهده‌دار خلافت بر کل قلمرو عباسی شد. این، نخستین بار بود که یک خلیفهٔ عباسی با شدّت عمل سرنگون می‌شد؛ موضوعی که بی شک، اعتبار نهاد سلطنتی عباسی را به‌لرزه درآورد و چگونگی درک آن از سوی جامعهٔ اسلامی را تغییر داد. در طول چهار سال آینده، خشم مردم عراق نسبت به سیاست‌های عجیبِ مأمون افزایش یافت. در این زمان و در مناطق مختلف، شورش‌های گوناگونی صورت می‌گرفت. شورش در جنوب عراق و در کوفه به‌رهبری ابنِ طَباطَبا و با همکاری فرماندهِ سابق سپاه، اَبُوالسَّرایا در سال ۱۹۹ ه‍.ق/۸۱۵ م، بیش از پیش بر هرج و مرج افزود. زید بن موسی ملقب به «زَیْدُالنّار» در بَصره قیام کرد. یَمَن تحت شورش‌های مختلفِ علوی به‌سر می‌بُرد. اولین بار ابراهیم بن موسی کاظم در فاصلهٔ سال‌های ۱۹۹ تا ۲۰۲ ه‍.ق/۸۱۴ تا ۸۱۷ م، در آنجا رهبری را به‌دست گرفت. حسین بن حسن بن علی معروف به ابنِ اَفطَس در مکّه قیام کرد. هنگامی که مأمون در ۲۰۱ ه‍.ق/۸۱۶ م تصمیم گرفت اقتدار مذهبی خویش را با تصاحب عنوانِ «خَلیفَةُالله» و همزمان نامزدی علی بن موسی الرّضا به ولایتعهدی خلیفه و تغییر رنگ رسمی دولت عباسی از سیاه به سبز ارتقا دهد، عباسیان بغداد با مطرح کردن ابراهیم بن مَهدی به‌عنوان خلیفه، به وی پاسخ دادند و مأمون را به‌عنوان شاهزاده‌ای که از سوی ایرانیان بازیچه شده بود، رد کردند.
از سوی دیگر، شیعیان بر مبنای تفسیرِ خاصی از تاریخ صدر اسلام و موضوع جانشینی محمد، نگرش خویش از «اسلام واقعی» را مبتنی بر برداشتِ متمایز از مرجعیت دینی که به اهلِ بیت پیامبر واگذار شده بود، ارائه دادند. تا پیش از انقلاب عباسی، تشیع در دو شاخه یا جریان اصلی کِیْسانیّه و امامیّه توسعه یافت که هر کدام تقسیمات درونی خود را داشتند؛ و سپس، جنبش شیعی دیگری به بنیان‌گذاری زِیْدیّه منجر شد. شاخه یا جناحِ اصلیِ امامیه که بعدها به این نام نامگذاری شد، امامت را از طریق تنها پسر بازماندهٔ حسین بن علی، علی بن حسین زَیْنُ‌الْعابِدین دنبال کرد. بعد از تأسیس خلافت عباسیان، شیعیان «اهل بیت» را دقیق‌تر تعریف کردند، به‌طوری‌که علویانِ فاطمی — هم حسنی و هم حسینی — را دربرگرفت. پیروزی عباسیان — که با شعار «الرضا من آل محمد» به میدان آمده بودند — سبب سرخوردگی شیعیان شد که همه انتظار داشتند تا یک علوی به‌جای یک عباسی موفق به خلافت شود. دشمنی میان عباسیان و علویان هنگامی برجسته شد که عباسیان بلافاصله پس از به قدرت رسیدن‌شان، شروع به آزار و اذیت بسیاری از حامیان سابق شیعه و علوی‌شان کردند و متعاقباً، سخنگویان تفسیری سنی از اسلام شدند. عهدشکنی عباسیان با ریشه‌های شیعیِ خود، سرانجام هنگامی تکمیل شد که خلیفهٔ سوم، مهدی، اعلام کرد که پیامبر عملاً عمویش، عبّاس بن عَبدُالْمُطَّلِب را به‌جای علی بن ابی‌طالب به‌عنوان جانشین منصوب کرده‌است. در همان زمان موسی کاظم، هفتمین امام شیعیان امامی، با بیعتِ اکثریتِ شیعیان امامی از جمله برجسته‌ترین دانشمندان از اصحاب جعفر صادق مورد اقبال قرار گرفت. پس از قتل او، بسیاری از هوادارانش او را امامِ هفتم و آخرِ خود دانستند که به‌عنوان مَهدی باز خواهد گشت. این گروه از شیعیانِ امامی که جمعیت قابل‌توجه دیگر در کوفه تشکیل دادند، به‌نام واقِفیّه شناخته شدند. بااین‌حال، گروه دیگری از پیروان موسی کاظم، پسرش علی بن موسی الرّضا، را به‌عنوان امام جدیدشان تصدیق کردند که پس از آن، به‌عنوان هشتمین امامِ شیعیان در نظر گرفته شد. شیعیانِ علی بن موسی الرّضا، خطّ امامت را در سه نسل دیگر در فرزندانش تا امام یازدهم‌شان، حسن عَسکَری با اختلافات جزئی دنبال کردند.
دوران هارون و مأمون با اوج فعالیت نهضتِ ترجمه هم‌زمان بود. انگیزه‌ها و اهدافی که این انتقالِ عظیم فرهنگیِ دانش را تحت نظر خلفای نخستینِ عباسی و درباریان‌شان به‌وجود آورد، به‌عنوان پاسخی به نیازهای سلسلهٔ جدید در نظر گرفته می‌شوند. مباحثات مذهبی که پیروان کلیساهای مختلفِ مسیحی، ثَنَوی‌گرایانِ مانَوی، مَزدَکیان، یَهودیان و پیروان مذاهبِ مختلفِ اسلامی را گرد هم آورد. این ترجمه‌ها به استفاده از برهان‌های استدلالی و گفتگوهای منطقی به‌عنوان ابزار اصلی در میان مُتِکَلِّمان اولیه کمک کرد.

## تبار علی بن موسی
موسیَ بن جعفر مُلقَّب به کاظِم، هفتمین امام شیعیانِ دوازده امامی، پدر علی بن موسی الرضا است. وی از خاندان بنی‌هاشم و از قبیلهٔ قُرَیْش است. بنی‌هاشم از خاندان‌های برجسته و نژاده در مکّه بود. موسیٰ کاظم متولد ۱۲۸ ه‍. ق، در اَبْواء، منطقه‌ای در میان مکه و مدینه یا مدینه است. امامت وی هم‌زمان با خلفای عباسی، مَنصور، هادی، مَهدی و هارون بود. موسی کاظم چندین بار به‌دستور هارون به زندان افتاد و سرانجام در زندانِ سِنْدی بنِ شاهِک در بغداد به‌دستور خلیفه کشته شد.
تاریخ‌نگاران برای مادر علی بن موسی، نام‌های مختلفی ذکر کرده‌اند؛ از جمله: سَکَن، نَجمه، سَمّان، صَقر، سَلامه، شَهده، خَیزُران، نَجمه، اَرْویٰ و تُکتَم. اما مشهورترین نامش، تکتم بوده و با لقب شقراء نیز خوانده شده‌است. پس از تولد علی بن موسی به نام‌های طاهره و اُمُّ‌الْبَنین نامیده شده‌است. به‌گزارش دانشنامهٔ جهان اسلام، دلیل تعدّد نام‌های وی شاید به‌خاطر آن باشد که کنیز، نزد هر یک از صاحبانِ خود به نامی خوانده می‌شده‌است. بنابر نقلی، مادر موسی کاظم، حمیده — که از زنانِ عجم بود — کنیزی خریداری کرد که در سرزمین عرب به‌دنیا آمده و در همان‌جا پرورش یافته بود. پس از آنکه حمیده آن کنیز را آزمود و دریافت که در دین و خِرَد از دیگران برتر است، وی را برای فرزندش موسی بن جعفر برگزید. از آنجا که یکی از القاب او «خَیزُران مَرسِیَّه» گزارش شده، عده‌ای احتمال داده‌اند که وی اهل مارْسِی در جنوب فرانسه بوده‌است. گروهی دیگر نیز منظور از مارسی را مورسیا در اسپانیا یا شهری بندری در الجزایر می‌دانند. دانشنامهٔ جهان اسلام صفت مَرسیّه را مربوط به انتساب وی به منطقه مریس مصر و صفت نوبیّه را دربارهٔ انتسابش به منطقهٔ نوبه در آفریقا دانسته‌است.

## نام و القاب
نامِ وی «علی» بوده‌است. پدرش کنیهٔ او را «اَبُوالْحَسَن» قرار داد. به‌خاطر هم‌کنیه بودنِ علی بن موسی با پدرش و نوه‌اش، موسی کاظم و عَلیَّ النَّقی، در منابع حدیث شیعی، وی را «ابوالحسنِ ثانی» می‌خوانند. از کنیه‌های خاصش، «اَبوعَلی» و «ابومُحَمَّد» بوده‌است. دیگر القاب ذکرشده برای او عبارتند از: صابِر، فاضِل، رَضیّ، زَکیّ، وَلیّ، وَفیّ، صِدّیق، سِراجُ‌الله، قُرَّةُ عَیْنُ الْمُؤْمِنین، مَکیدَةُالْمُلْحِدین. بر اساس روایاتی که از موسی کاظم نقل شده‌است، وی فرزندانش را در مسائل علمی و فقهی به علی بن موسی رهنمود می‌کرد و می‌گفت: «این برادر شما علی بن موسی، عالم آل محمّد است؛ از وی پرسش‌ها و مجهولات خویش را بپرسید… از پدرم [جعفر صادق] چندین بار شنیدم که فرمود: عالم آل محمّد در صُلبِ توست و ای کاش او را درک می‌کردم.» ازهمین‌رو یکی از القاب علی بن موسی، «عالِمِ آلِ محمّد» است. علی‌اکبر دهخدا چهار لقب «ثامنُ الْاَئِمه»، «امام غریب»، «سلطان» و «ضامن آهو» را از مشهورترین القاب علی بن موسی الرّضا می‌داند. لقب اخیر اشاره به ماجرایی مشهور نزد عامه شیعه دارد که بر اساس آن علی بن موسی الرضا در مسیر سفر به مرو، برگشت آهویی را نزد صیاد ضمانت می‌کند.

### لقب رضا
به‌گفتهٔ باقر شریف قرشی، مورخ شیعه، مشهورترین لقب علی بن موسی، «رِضا» است. در معنا و چراییِ لقب «رضا» برای علی بن موسی، شیعیان بر این باورند که خداوند وی را به رضا ملقب ساخته‌است؛ زیرا خدا و پیامبر و امامان شیعه از او راضی بودند و نیز دوستان و دشمنان از او رضایت دارند. در توضیح معنای این لقب، محمد تقی به پرسشِ بَزَنْطی که پرسید: «مگر سایر پدران شما برای خدا، رسولش و ائمه راضی نبودند؟ پس چرا تنها پدر شما به رضا ملقب شد؟» چنین پاسخ می‌دهد: «چون همان‌طور که دوستان و طرفدارانش به وی رضایت داشتند، دشمنان و مخالفانش نیز به او راضی شدند.» به‌گفتهٔ عبدالله جوادی آملی، علی بن موسی نه چون به مقامِ رضا رسیده، به این لقب ملقّب شده‌است؛ بلکه چون دیگران را به این مقام می‌رسانَد، ملقّب به رضا شد.
به‌گفتهٔ ویلْفِرِد مادِلونْگ، پس از آنکه علی بن موسی ولایتعهدی را پذیرفت، از سوی مأمون به «رضا» ملقب شد. پیش از این، لقبِ رضا توسط شیعیان برای کسانی کاربرد داشت که خلافتِ آنان از جانب عموم مسلمانان مورد پذیرش بود. شیعیان می‌گویند که این نام از سوی پدرش، موسی کاظم، به وی داده شده‌است. مادلونگ بر این عقیده است که این نظر مبنایی ندارد. در منابع تاریخ‌نگاری اسلامی، تاریخ طبری (نگاشته در نیمهٔ دوم سدهٔ سوم هجری قمری) خبر اعطای لقب رضا به علی بن موسی توسط مأمون را آورده‌است و ابن‌کَثیر و ابن‌اَثیر جَزَری نیز به این مطلب اشاره داشته‌اند. بِیْهُم دائو در دانشنامهٔ اسلام دربارهٔ لقب «رضا» می‌گوید مأمون چند ماه پس از فراخواندنِ علی بن موسی به مرو، گام مهمی در انتصابِ علی بن موسی به‌عنوان ولایتعهدیِ خلافت برداشت و عنوان «اَلرِّضا» را به او داد. عنوانِ «اَلرِّضا مِنْ آلِ مُحَمَّد» یا «عضوِ مقبول از خانوادهٔ محمد»، توسط انقلابیان ضدِاموی شیعه، از جمله انقلابیان هاشمی از ۱۲۸–۱۳۲ ه‍.ق/۷۴۵–۷۵۰ م به‌کار رفته بود، و سپس از سوی علویان شیعه، علیهِ عباسیان برای ارجاع به اعضای خاندانِ هاشمی — یا به‌طور ویژه به «علویان» — بود که انتخاب ایشان به‌عنوانِ خلیفه، رضایتِ جامعه — یا رضایتِ کسانی که ادعای مشروعیتِ خلیفه را پشتیبانی می‌کردند — را در پی داشت. در سندِ محفوظِ ولایتعهدی که عموماً معتبر دانسته می‌شود، مأمون تأکید کرد که علی بن موسی به‌عنوان شایسته‌ترین نامزد در میان علویان و عباسیان انتخاب شده‌است. بیهم دائو نتیجه می‌گیرد که مأمون با نامیدن جانشین علوی‌اش به «اَلرّضا»، هدفش این بود که تصمیمِ خود را به‌عنوان حمایت از اصول اولیهٔ جنبش هاشمیان بیان کند؛ و به‌طور ضمنی این اذعان را داشته باشد که عباسیان در اختصاصِ خلافت به خود و محروم کردنِ علویان از آن، در اشتباه بودند؛ اما همزمان مأمون ادعای شیعه را نیز رد کرد که علویان تنها «خانوادهٔ حقیقی پیامبر» بودند. بیهم دائو بر این ادعاست که هیچ مدرک مناسبی برای پشتیبانی از ادعای امامیه مبنی بر اینکه این عنوان از سوی پدر علی بن موسی، به وی داده شده وجود ندارد.
بزنطی گزارش کرده که محمد بن علی، فرزند علی بن موسی، در پاسخ پرسشِ او دربارهٔ اعطای این لقب گفته‌است: «دروغ می‌گویند و خیانت می‌کنند، بلکه خدا او را مُلَقَّب به رضا نموده‌است.» سید جعفر مرتضی عاملی، مورخ شیعه، بر این عقیده است که لقب «رضا» از سوی مأمون برای علی بن موسی به‌کار رفته‌است، اما در عین حال می‌گوید که مأمون این لقب را از نامهٔ فَضْل بن سَهْل به علی بن موسی برای دعوت به مرو الهام گرفت که در آن نامه، علی بن موسی از سوی فضل بن سهل به‌طور مطلق «رضا» نامیده شده بود.

## سرگذشت

### تولد و سال‌های اولیه زندگی
به‌گزارش دانشنامهٔ جهانِ اسلام، نقل مشهور دربارهٔ روز و سال ولادت علی بن موسی، پنجشنبه ۱۱ ذیقَعْدهٔ سال ۱۴۸ ه‍.ق در مدینه است. روزهای دیگری که برای ولادت مطرح می‌شود، ۱۵ ذیقعده، ۱۱ رَبیعُ‌الْاَوَّل یا ذیحَجّه، و ششم، هفتم یا هشتم شَوّال است. به‌گزارش مادلونگ در ایرانیکا، سال‌های ۱۴۸ ه‍.ق/۷۶۵ م، ۱۵۱ ه‍.ق/۷۶۸ م، ۱۵۳ ه‍.ق/۷۷۰ م و ۱۵۹ ه‍.ق/۷۷۶ م و مدینه برای سال و محل تولدِ علی بن موسی ذکر شده، اما از این میان، تاریخ اول اعتبار کمتری دارد و احتمالاً ناشی از پیشگویی پدربزرگش، جعفر صادق — که در همان سال درگذشت — باشد مبنی بر اینکه ولادت جانشین پسرش، موسی، نزدیک است. مادلونگ می‌گوید طبق نشانه‌هایی مانند نقل یعقوبی، علی بن موسی در ۴۴ سالگی درگذشته و بنابراین، سال تولدش ۱۵۹ ه‍.ق بوده‌است. بِرنارْد لوئیس نیز در ویراست دوم دانشنامهٔ اسلام، از میان سال‌های ۱۴۸ و ۱۵۱ ه‍. ق، سال ۱۵۱ ه‍.ق را به استدلال صاحب‌نظرانِ آگاه‌تر، ارجحیت می‌دهد و محل تولد را همان مدینه ذکر می‌کند. تَمیمه بِیْهُم دائو نیز در ویراست سوم دانشنامهٔ اسلام، به‌نقل از منابع شیعه، سال‌های ۱۴۸ ه‍.ق/۷۶۵ م و ۱۵۳ ه‍.ق/۷۷۰ م را گزارش می‌کند. سید جعفر مرتضی عامِلی می‌گوید اکثر مورّخان و محدّثان همچون مُفید در اَلْاِرشاد، کُلَیْنی در کافی، صَدوق در عِلَلُ‌الشَّرایِع، مسعودی در مُرُوجُ الذَّهَب و بسیاری دیگر ولادت علی بن موسی را در سال ۱۴۸ ه‍. ق، برابر با ۲۹ دسامبر ۷۶۵ م در شهر مدینه گزارش کرده‌اند؛ البته کسانی چون، اِربِلی در کَشفُ الْغُمَّه، ابن شهرآشوب در مَناقب و صدوق در عُیُونُ اَخبارَ الرِّضا، ولادت وی را در سال ۱۵۳ ه‍.ق و بعضی نیز سال ۱۵۱ ه‍.ق دانسته‌اند؛ اما قول نخست از سایر اقوال، قوی‌تر است و دو قولِ اخیر، طرفدار بسیار اندکی دارد.

#### در عهد هارون
علی بن موسی الرّضا تا سال ۱۷۹ ه‍.ق که پدرش، موسَی بنِ جَعفَر، در مدینه می‌زیست، در همراهیَش به‌سر می‌بُرد. پس از دستگیری و انتقالِ موسی کاظم به عراق توسط هارون، اموال و دستورهای پدر به وی می‌رسید و رسیدگی به امور شیعیان و پرداخت طلب، به وکالت از پدرش توسط وی انجام می‌شد. با درگذشتِ موسی کاظم در زندان بغداد در رَجَبِ ۱۸۳ ه‍. ق، پسرش علی بن موسی بنابر وصیت پدر، وارث و جانشینش شد؛ و ده سال اول از امامتش — از سال ۱۸۳ تا ۱۹۳ ه‍.ق — را در عهد هارون گذرانْد. به‌گفتهٔ مادلونگ، از میان برادران تنها علی بن موسی زمینِ صِریا را به ارث برد. صریا از آبادی‌های نزدیکِ مدینه بود که به‌دست موسی کاظم‌آباد شده بود. علی بن موسی در دوران امامتش در عهد هارون، در صریا زندگی می‌کرد.
علی بن موسی در این دوران، وظایف پدرش را عهده‌دار شد و به وصیت موسی کاظم، سرپرستی فرزندان، همسران و اموالش به علی بن موسی سپرده شد و دیگر فرزندان موسی کاظم، حق تصرف در چیزی را نداشتند. پس از قتل موسی کاظم، عباس، برادر رضا، نسبت به این وصیت اعتراض شدیدی کرد. علی بن موسی در این ایام، تمام سعی خود را نمود تا حساسیتِ حکومت برانگیخته نشود و قائل به قیام علیه حکومت نبود. این سیاست سبب شد تا علی بن موسی، درخواست همراهی در قیام محمد بن سلیمان علوی و عمویش، محمد بن جعفر را رد کند. بااین‌حال، تمام رفت‌وآمدهای وی توسط حکومت، تحت نظر بود و گزارش‌ها به هارون داده می‌شد.
ذهبی می‌گوید پس از اینکه محمد بن جعفر اعلام قیام کرد، هارون سپاهی را روانهٔ مدینه، و دستورِ سرکوب قیام و کشتن محمد بن جعفر را صادر کرد. هارون به عیسی جَلّودی، فرمانده لشکر، دستور داد به خانه‌های علویان یورش بَرد و دارایی، لباس و زیور زنان را غارت کند، و حتّی یک جامه بر تنِ زنان باقی نگذارد. به‌گفتهٔ شیخ صدوق، محدث شیعه، هنگامی‌که جلّودی به خانهٔ علی بن موسی الرّضا هجوم بُرد، علی بن موسی دستور داد همهٔ زنان در یک اتاق گرد آیند، و خود بر درِ اتاق ایستاد و از هجوم جلّودی به درون اتاق جلوگیری کرد و سوگند خورد تا خودش، اموال درون خانه و داراییِ زنان اعم از لباس و گوشواره و خلخال‌شان را بستاند و به جلّودی تحویل دهد. جلّودی این شرط علی بن موسی را پذیرفت و وی نیز چنین کرد.
بیهم دائو می‌گوید به‌نظر می‌رسد که همهٔ منابع، موافق هستند که وی از نظر سیاسی ساکت و علاقه‌مند به تعلیم دینی بوده‌است. برنارد لوئیس می‌گوید علی بن موسی در بخشِ بزرگی از زندگی‌اش، نقشی سیاسی نداشت، اما به‌خاطر علم و تقوایش معروف بود. تنها فعالیت سیاسی که از رضا در این دوره ثبت شده‌است، این بود که در سال ۲۰۰ هجری قمری، هنگام قیام شیعیان زیدی به رهبری عمویش محمد بن جعفر، پیامی از سردار عباسی را به شورشیان رساند و عمویش را به تسلیم دعوت کرد. از این اشاره مختصر می‌توان برداشت کرد که او نه تنها نقشی در قیام نداشته، بلکه با مقامات دستگاه خلافت همکاری نمود.
از چالش‌هایی که علی بن موسی در این دوران و با شیعیان داشت، تأخیر در فرزنددار شدنِ خویش بود. به گفته رسول جعفریان، این مسئله با ولادت محمّد تَقی، ملقب به جواد، مرتفع شد.

#### در عهد امین
دوران پنج سالهٔ خلافتِ امین به جنگ میان امین و مأمون گذشت. علی بن موسی الرّضا خویش را از این درگیری برکنار داشت. این دوران، آرامشی نسبی برای فعالیت‌های علی بن موسی الرّضا به‌وجود آورد و وی فرصت گسترش تعالیم خویش را یافت. بسیاری از برادرانش و عمویش، محمد بن جعفر، در شورش‌ها و قیام‌های علویانِ عراق و شبه‌جزیرهٔ عربستان پس از مرگ امین شرکت کردند، اما علی بن موسی حضور در این قیام‌ها را نپذیرفت.
به‌گزارش رافعی در اَلتَّدوین، علی بن موسی سفری به قزوین داشته که پس از مرگ هارون و در دوران مأمون رخ داده‌است. گمانه‌زنی‌هایی وجود دارد که تاریخ این سفر، مقارن با مرگ هارون در سال ۱۹۳ ه‍.ق بوده‌است. بر اساس این گزارش، در طی این سفر یکی از فرزندان علی بن موسی به‌نام حسین که طفلی دو ساله بود، در قزوین درگذشت و در همان‌جا دفن شد. به‌گفتهٔ مادلونگ، سند معتبری وجود ندارد که نشان دهد علی بن موسی الرّضا پیش از سفر به خراسان، به سفر بلندمدتی به بیرون از مدینه رفته باشد. درهرحال، گزارش‌های شیعی بیان‌کنندهٔ آن است که دیدارهایی معجزه‌گونه در گردهمایی‌های پیروانش در بصره و کوفه پس از درگذشت پدرش داشته‌است.

#### در عهد مأمون
با مرگِ امین و به‌حکومت رسیدنِ مأمون، خلیفه با بحران‌های فراوانی مواجه شد. خالی بودنِ خزانهٔ بغداد و کمبود حقوق لشکریانِ فاتح، سبب شد تا در آغاز حکومت، چند شورش کوچک رخ دهد و در نهایت، بخشی از سپاهیان از عباسیان جدا شدند و به کوفه رفتند و با جلب همکاری علویان، ناگهان قیامی بزرگ را در کوفه به‌راه انداختند. در مناطق دیگر نیز جنبش‌هایی ضدحکومتیِ فراوانی شکل گرفت که سبب ناآرامی در مناطق تحت حکومت مأمون شد. گستردگیِ این قیام‌ها و شورش‌ها، مأمون را به وحشت انداخت و او را ناچار کرد با تمام قوا به سرکوبیِ آن بپردازد.
بیهم دائو در دانشنامهٔ اسلام می‌گوید به‌نظر می‌رسد تنها دخالت علی بن موسی در سیاست تا پیش از ولیعهدی، در مذاکرات میان دولتِ عباسی و عمویش محمد بن جعفر بوده‌است که در سال ۲۰۰ ه‍.ق/۸۱۵ م، خود را در مکه خلیفه اعلام کرده بود. در آن زمان از علی بن موسی خواسته شد تا سعی کند عمویش را برای تسلیم شدن متقاعد کند. جعفریان در صحتِ این گزارش مبنی بر وساطت علی بن موسی الرّضا، به دیدهٔ تردید می‌نگرد.
تصمیم مأمون برای ولیعهدی
دونالدسون می‌گوید علی بن موسی هنگام عهده‌داریِ امامت پس از پدرش، بیست یا بیست و پنج سال سن داشت. هجده سال بعد، مأمون تصمیم گرفت با منصوب کردنِ او به جانشینی‌اش، حمایتِ گروه‌های مختلف شیعه را به سمت خود جلب کند. منابع شیعه دوازده امامی تلاش‌های زیادی کرده‌اند تا توجه مأمون به رضا و اعلام ولیعهدی او را توضیح دهند و پذیرش این مقام از سوی امامشان را توجیه نمایند. در نظر این منابع خلیفه علیرغم حسن نیت ظاهری، ادامهٔ سنت طولانی توطئه علیه علویان را در سر می‌پروراند. به‌گفتهٔ جعفر مرتضی عاملی، روحانی شیعه، مأمون و مشاورانش برای آرام کردن علویان در خراسان و سایر سرزمین‌های اسلامی، به فکر انتصاب یکی از علویان به مقامِ ولیعهدی افتادند. از بین آنها، علی بن موسی الرضا به‌جهت منزلت و اعتبار و نیز عدم شرکت در قیام علیه حکومت، بهترین گزینه بود. از دیگر اهداف مأمون، قداست بخشیدن به حکومتش بود؛ چرا که وی در دید عموم مردم، حتی غیرِشیعیان، قداستِ خاص خود را داشته و این کار، قداست و حس تبعیت از آن حکومت را به‌ویژه در میان علویان ایجاد می‌کرد. سید محمدهادی میلانی، روحانی شیعه، می‌گوید که مأمون با توجه به موقعیت خطرناک در مقطع آغازین خلافتش، به این نتیجه رسید که تظاهر به تشیع سودمندترین راهکار بقایش است؛ لذا، خلافت را به علی بن موسی الرضا پیشنهاد کرد، با علم به این که وی آن را رد خواهد کرد. بدین ترتیب وی کوشید تا خطر علویانی را که دولتش را تهدید می‌کردند، مرتفع کند. محمد مرتضوی، پژوهشگر شیعه، می‌گوید به‌گمان مأمون، پذیرش ولیعهدیِ حکومتش توسط علی بن موسی، بهترین دلیل برای مشروعیتِ این حکومت می‌بود. به‌عقیدهٔ محمدحسین طَباطَبایی، عالم شیعه، مأمون علی بن موسی را به خراسان خواند و مقامِ جانشینی را بر عهدهٔ او گذاشت تا نخست با دخالت دادنِ فرزندان پیامبر در حکومت، از شورش آنان علیهِ حکومت جلوگیری کند و دوم اینکه با درگیر کردنِ رهبر شیعیان در امور دنیایی و حکومتی، از تقدّس و اعتبارِ او در میان پیروانش بکاهد. بعضی چون اَبُوالْفَرَج اصفهانی و شیخ صدوق، محدثان شیعه، به نذر مأمون مبنی بر سپردن خلافت به برترین مردان از خاندانِ ابی‌طالب درصورت پیروزی بر امین، اشاره داشته و آن را دلیل ولیعهدی علی بن موسی الرّضا دانسته‌اند. اما به‌گفتهٔ اکبری این احتمال با فاصلهٔ زمانیِ دو ساله میان پیروزی مأمون بر امین و ولیعهدیِ علی بن موسی بعید به‌نظر می‌رسد. باغستانی در دانشنامهٔ جهان اسلام می‌گوید بنابر گزارشی از رَیّان بن صَلْت، شایعات میان سپاه و مردم مبنی بر تعلقِ اندیشهٔ ولیعهدیِ علی بن موسی به فضل بن سهل، سبب شد تا مأمون با احضار ریان، ماجرای درگیری‌اش با امین را به او بگوید و علتِ تصمیمِ ولیعهدی را نذرش نسبت به واگذاری خلافت به خاندان ابی‌طالب، درصورت پیروزی بر امین بیان دارد.
سفر به مرو

نقشهٔ مسیرِ سفرِ علی بن موسی الرّضا از مدینه به مرو

در سال ۲۰۰ ه‍. ق، مأمون برای علی بن موسی الرّضا دعوتنامه‌ای جهت آمدن به مرو نوشت و رَجاءِ بنِ اَبی‌ضَحّاک، دایی فضل بن سهل و غلامی به‌نام فِرناس یا یاسر را فرستاد تا همراه او در این سفر باشند. از سوی دیگر، شیخ صدوق، محدث شیعه، چنین گزارش می‌کند که مأمون در نامه‌نگاری‌های متعدد، از علی بن موسی درخواستِ عزیمت به مرو را می‌کرد و علی بن موسی این درخواست را با بهانه‌ها و دلایل گوناگون رد می‌نمود. این امتناع سبب شد تا مأمون به‌اجبار علی بن موسی را به مرو بیاورد. ادعایی که از سوی ابوالفرج اصفهانی و شیخ مفید، محدثان شیعه، مبنی بر همراهیِ علی بن موسی تا مرو از سوی عیسی جَلّودی مطرح شده، مردود و نادرست است. چراکه در همان سال عیسی جلّودی، قیام محمّد بن جعفر را در مکه سرکوب کرد و او را با خود به عراق بُرد و به رجاء بن ابی‌ضحاک تحویل داد. رجاء نیز هر دو را به خراسان بُرد. این سفر از ۱۵ مُحَرَّم آغاز شد و تا ۲۹ جِمادیُ‌الثّانی به‌طول انجامید.
علی بن موسی الرّضا پیش از سفر به مرو، علاوه بر اعلام ناراحتی خویش از این سفر با وداعِ همراه با گریه در روضهٔ نَبَوی، دستوری خطاب به شیعیان و اقوامش برای اقامهٔ عزاداری و مجلس تعزیه به‌خاطر وی و سفرش صادر کرده‌است. به‌گفتهٔ ناجی و باغستانی بر طبق روایات منقول از شیخ صدوق، محدث شیعه، علی بن موسی الرّضا پیش‌گویی کرد که در غربت خواهد مرد و در کنار هارون دفن خواهد شد و هرگز نزد خانواده‌اش بازنخواهد گشت. او هیچ‌یک از اقوام، حتی فرزند خردسالش جواد را نیز با خود به سفر نبرد.
به‌نظر می‌رسد علی بن موسی در این سال، سفری به مکه داشت که در این سفر، پسر پنج ساله‌اش، محمّد نیز او را همراهی می‌کرده‌است. سفر او به مرو در اوایل سال ۲۰۱ ه‍.ق برابر با اواخر تابستان ۸۱۶ م آغاز شد. مسیر سفر مطابق گزارش بیشتر منابع از بصره، اهواز و فارس بود؛ چراکه بغداد و کوفه در آن زمان در دست شورشیان بود؛ بنابراین، گفتهٔ یعقوبی که رجاء به بغداد و نَهاوَند سفر کرده، مردود است. اما اینکه علی بن موسی از مسیر قم نگذشته، قطعی است. او از مسیر نیشابور عبور کرده که عده‌ای از مُحَدِّثان برجستهٔ اهل سنت مانند اِبنِ راهْوَیْهْ، یَحْیَی بنِ یَحْییٰ، محمّد بن رافِع و احمد بن حَرْب به استقبالش آمدند تا با او دیدار کنند و وی مدت کوتاهی در این شهر ماند. به‌گفتهٔ میلانی، پررنگ‌ترین واقعه در طول سفر علی بن موسی الرّضا، در همین ناحیه و در استماع و استنساخ حدیثِ سِلسِلَةُ‌الذَّهَب رخ داده‌است. مشهورترین قول دربارهٔ مسیر حرکت علی بن موسی «مدینه، نقره، قریتین، هوسجه، نباج، حفر ابوموسی، بصره، اهواز، بهبهان، اصطخر، ابرقوه، ده شیر (فراشاه)، یزد، خرانق، رباط پشت بام، نیشابور، ده سرخ، طوس، سرخس، مرو» گزارش شده‌است. بلاغی در تاریخ نائین، مسیر دیگری را برای این سفر، نقل کرده که عبارت است از «مدینه، بصره، اَرْجان، فارس، اصفهان، نیشابور، دِه سُرخ، سناباد، سرخس و مرو».
پذیرش ولیعهدی و بیعت
به‌گزارشی که صدوق، محدث شیعه، در عیون اخبارَ الرّضا نقل می‌کند، مأمون در ابتدا پیشنهاد کرد تا از خلافت به‌نفع خلافت علی بن موسی کناره‌گیری کند. علی بن موسی در ردِّ ادعای مأمون به او گفت: «اگر خلافت متعلق به توست، پس حق نداری ردایی که خداوند تنت کرده، از تن بیرون بیاوری و به دیگری ببخشی؛ اما اگر خلافت متعلق به تو نیست، اجازه نداری چیزی که متعلق به تو نیست را به من ببخشی.» پس از آن، مأمون پیشنهاد ولیعهدی را داد، اما علی بن موسی الرّضا از پذیرش این پیشنهاد سرباز می‌زد. علی بن موسی نزدیک به دو ماه در برابر پیشنهادِ ولیعهدی مقاومت کرد و در نهایت با اکراه، آن را پذیرفت، به‌شرط اینکه هیچ فعالیت حکومتی رسمی انجام ندهد.
منابع بعدیِ امامیه مانند عیون اخبار الرّضا، تأکید می‌کنند که علی بن موسی ولیعهدی را تنها بدین دلیل که به مرگ تهدید شده بود، پذیرفت. شیخ صدوق، محدث شیعه، دلایلی را برای اثبات مدعای خود اقامه کرده‌است از جمله استناد به گزارش‌هایی مبنی بر اصرار مأمون برای عزیمت علی بن موسی و نامه‌نگاری‌های متعدد در این‌باره و بهانه‌های علی بن موسی برای ردِّ این درخواست‌ها. همچنین وی گزارشی را نقل می‌کند که بر اساس آن، مأمون علی بن موسی را تهدید به مرگ کرد تا وی ولیعهدی را بپذیرد. در کنار دیدگاه شیعیان، برخی منابع اهل سنت نیز به اکراه و اجبارِ علی بن موسی به پذیرش ولیعهدی اشاراتی داشته‌اند، از جملهٔ آنها قُنْدوزیِ حَنَفی در یَنابیعُ الْمَوَدَّة است که گزارش نموده: «علی بن موسی الرّضا با گریه و ناراحتی، ولیعهدی را پذیرفت». مشابه این گزارش‌ها در منابعی مانند مَآثِرُ الْاِنافَة فی مَعالِمِ الْخِلافَة، اَلْفُصولُ الْمُهِمَّة، صُبحُ الْاَعْشیٰ و ضُحَی الْاِسلام مورد استدلال برای اثبات این مدعی قرار گرفته‌اند.
علی بن موسی، در نهایت با چهار شرط، ولیعهدی را پذیرفت:
1. احدی را به کار دولتی منصوب نکند؛
2. هیچ‌کس را عزل نکند؛
3. هیچ رسم و روشی را نقض نکند؛
4. فقط از دور مورد مشورت قرار گیرد.[۹۴]

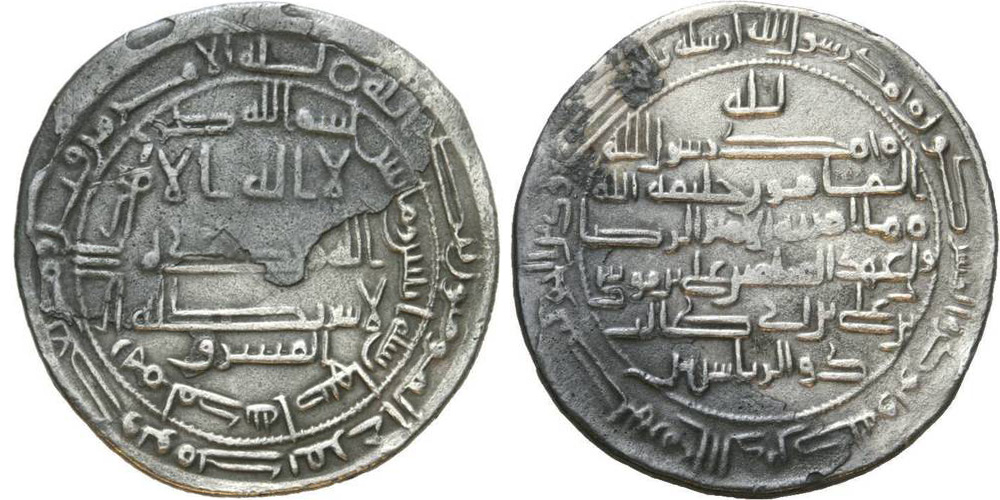
سکه‌ای متعلق به دورانِ مأمون که بر روی آن نامِ علی بن موسی الرّضا به‌عنوانِ ولیعهد حک شده‌است.

سرانجام، به‌گزارش طَبَری پس از آنکه مأمون شرایط علی بن موسی را پذیرفت، او را در دوم رمضان ۲۰۱ ه‍. ق، به ولیعهدی خود منصوب کرد. ابراهیم بن عباس صولی این رویداد را در ۵ رمضان می‌داند. نخستین کسی که با علی بن موسی بیعت و ابراز وفاداری کرد، فرزند کوچک مأمون، عباس بود که لباسی سبز بر تن داشت. از میان شاعرانی که ستایش و مدح علی بن موسی در این جایگاه را کردند، ابراهیم بن عباس صولی و دِعبِلِ خُزاعی بودند. به هردو نفر، ۱۰٬۰۰۰ سکه از مسکوکاتِ تازه‌ضرب‌شده که به‌نام علویان بود، دادند. پس از آن عباسیان و علویان متناوباً هدایایی دریافت کردند. پس از مراسم در روز ۷ رمضان/۳۰ مارس، از سوی خلیفه نامه‌ای رسمی مبنی بر اعلانِ انتصاب تنظیم شد تا در مساجد سراسر امپراتوری خوانده شود. افزون بر این، مأمون دختر یا خواهرش، اُمِّ‌حَبیبه را به ازدواج علی بن موسی و دخترش اُمِّ‌فَضل را نیز به عقد پسر علی بن موسی، محمد تقی درآورد. نیز، دستور ضرب سکه‌هایی را داد که نام مأمون و ولیعهدش، علی بن موسی، بر روی آن‌ها حک شده‌بود. مأمون به‌شکرانهٔ این کار، حقوق یک سالِ سپاه را پرداخت کرد. همچنین مأمون فرمان داد تا نامِ ولیعهد در همه جا در خطبه‌ها ذکر شود و رنگ پوشش و لباس فرم، پوشاکِ رسمی و پرچم‌ها از سیاه که رنگِ رسمیِ عباسیان بود به سبز تغییر کند. بیهم دائو می‌گوید پیشتر رنگ سبز به‌عنوان نشانهٔ علویان شناخته نمی‌شد، اما به‌تدریج چنین القا شد که این رنگ، بیشتر به‌عنوان نشانی برای ابراز اهمیتِ آشتی میان عباسیان و علویان درنظر بوده تا نشانه‌ای از تسلیم شدنِ عباسیان و ادعاهای علویان. نکتهٔ دیگر این است که در میان مسلمانان، رنگ سبز با لباس‌های پوشیده در بهشت ارتباط دارد و اینکه انتخاب آن، بازتاب جوِّ کنونیِ چشم‌داشت‌های فریبنده بود.
مأمون در سند رسمی‌اش شرح داد که او علی بن موسی الرّضا را برترین و بهترین گزینه در میان نسل و فرزندان عبدالله بن عباس و علی بن ابی‌طالب می‌داند و امیدوار است که این انتخاب بتواند کمکی برای بازگردانیِ وفاق و وحدت در جامعهٔ اسلامی باشد. علی بن موسی الرّضا نیز در یادداشتِ پذیرشِ خویش که به سند افزوده شده‌است، همان تمایلات را بیان می‌کند و از مأمون برای تلاش در جهت اصلاح رفتارِ نادرستِ گذشته با علویان تقدیر کرده و متعهد شد که درصورت رسیدن به خلافت، با عباسیان به عدل رفتار نماید. بیهم دائو نیز در ویرایش سوم دانشنامهٔ اسلام بر این باور است که در بیانیهٔ پذیرش علی بن موسی الرّضا — که به نامهٔ انتصاب ضمیمه شده‌است — چیزی وجود ندارد که بگوید علی بن موسی الرّضا تمایلی به پذیرش این مسئولیت نداشت، یا اینکه او این کار را تحت فشار انجام داده‌است. او تصویر این ماجرا را در منابع امامیه، متفاوت ارزیابی می‌کند که تلاش زیادی می‌کنند تا نشان دهند که اهداف مأمون نسبت به علی بن موسی الرّضا، هر چیزی جز صداقت بود؛ و اینکه علی بن موسی شریکی بی‌میل در نقشه‌ای بود که می‌خواست شخصیتش را به‌عنوان یک جویای قدرت دنیوی لکه‌دار کند. او نحوهٔ پیشنهاد خلافت و سپس ولیعهدی به علی بن موسی الرّضا از سوی مأمون را بیشتر به‌عنوان پاسخی به مجادلاتِ ضدِامامیه می‌خوانَد تا این موضوع که علی بن موسی الرّضا واقعاً خود را به‌عنوان امامِ امامیه در نظر گرفته و ادعای قانونی برای خلیفه داشته باشد؛ درصورتی‌که او باید اصرار داشته باشد که مأمون از خلافت به نفعِ علی بن موسی الرّضا استعفا دهد. این نیز این نشان می‌دهد که پذیرشِ این عنوان از سوی علی بن موسی الرّضا به‌شرط عدم انجام وظایفِ یک وارث بوده‌است، یعنی جایگاهی قانونی و نقشی بی‌معنی که عملی انجام ندهد، و به‌همین دلیل جایگاهش را به‌عنوان امام تضعیف نمی‌کند.
به‌نوشتهٔ دونالدسون مأمون با هدفِ رهایی از مشکلات حکومت در مواجهه با علویان و درخواست‌های آنان که منجر به قیام‌های متعددی شده‌بود، پذیرفت تا علی بن موسی الرّضا را به‌عنوان جانشین خود منصوب سازد؛ اما محبوبیت زیاد علی بن موسی نزد شیعیان و عدم دسترسی به بعضی از اهداف این انتصاب و همین‌طور فشارهای حزبِ مخالفش در بغداد، او را از این تصمیم پشیمان کرد. این تصمیمِ شگفت‌آور که از سوی خلیفه گرفته شد، بی‌درنگ مخالفتِ شدید گروه‌های مخالف را برانگیخت و این مخالفت حتی در خراسان — که زیر نفوذ وزیر ایرانی، فضل بن سهل بود — دیده می‌شد. عباسیانِ بغداد که عموماً از مخالفان مأمون تشکیل شده‌بودند، از اینکه مأمون نه‌تنها علی بن موسی را به جانشینی‌اش نصب کرده، بلکه رنگ پرچم عباسیان را هم به سبز تغییر داده‌است، عصبانی بودند. نگرانی آنان به‌خاطر بیرون آوردنِ امپراتوری اسلامی از دست عباسیان توسط علویان و ایرانی‌ها بود. آن‌ها در بغداد بیعت خود با مأمون را شکستند و عمویش ابراهیم بن مَهدی (د. ۲۲۴ ه‍.ق/۸۳۹ م) را به‌عنوان خلیفه در ۲۸ ذی‌حَجّهٔ ۲۰۱ ه‍.ق/۱۷ ژوئیهٔ ۸۱۷ م منصوب کردند. با رسیدن خبر عزل مأمون به مرو، علی بن موسی الرّضا پیشنهادِ عزل خویش از ولیعهدی را به مأمون داد، اما در مقابل مأمون تصمیم گرفت به بغداد برگردد و از حقش دفاع کند. جعفریان با نقل سخنان مأمون از عیون اخبار الرّضا می‌گوید همهٔ اینها سبب شد تا مأمون طی سخنانی خطاب به عباسیان مخالفش، اهدافش را از ولیعهدیِ علی بن موسی افشا کند. او این اهداف را زیر نظر گرفتنِ علی بن موسی و علویان، حمایت علویان از عباسیان، کوچک کردنِ مقام علی بن موسی و تنزّلِ وجههٔ اجتماعیش را بیان کرد. به‌گفتهٔ بِرنارد لوئیس، از سوی دیگر شیعیان بسیار احساس پیروزی می‌کردند، اگرچه این‌گونه ناقص و محدود به‌رسمیت شناختنِ ادعاشان، هرگز نظر مساعد آنان را جلب نکرد.
دورهٔ ولیعهدی
بر اساس گزارش منابع شیعی همچون عیون اخبار الرّضا، پس از مراسم ولیعهدی و فرارسیدنِ عید فطر، مأمون پیامی را برای علی بن موسی الرّضا فرستاد تا نمازِ عید فِطر را بخواند. علی بن موسی پس از خودداری اولیه، در نهایت پذیرفت تا نماز عید را اقامه کند. در روز عید، علی بن موسی با آداب خاصی از منزل خارج شد و مردم به تبعیت از وی تکبیرگویان به‌راه افتادند و سپاهیان از اسب پیاده شدند و برهنه‌پا همراهی کردند؛ مأمون با فرستادنِ پیام به علی بن موسی، وی را از اقامهٔ نماز عید منصرف کرد. بر اساس آنچه حاکم نیشابوری، محدث اهل سنت، در تاریخ نیشابور و صدوق، محدث شیعه، در عیون اخبار الرّضا بیان می‌دارند، پس از اندکی از این ماجرا، در خراسان خشکسالی پدید آمد و گروهی این خشکسالی را در ارتباط با انتصاب علی بن موسی الرّضا به ولیعهدی قلمداد کردند. علی بن موسی نیز اقدام به اقامهٔ نماز باران کرد و در نهایت باران بارید. این واقعه سبب شد تا اطرافیانِ مأمون از علی بن موسی به بدی یاد کنند و مأمون نیز نگران افزایش محبوبیت علی بن موسی و تضعیف موقعیت خویش شد.
به‌گفتهٔ مادلونگ در ایرانیکا، ارتباطِ مأمون و علی بن موسی در مرو، نزدیک و صمیمی بود. بنابر گزارش‌ها، علی بن موسی در خانه‌ای مجاورِ محل اقامت خلیفه سکونت کرد و ظاهراً ایشان هر روز با یکدیگر ملاقات داشتند. مأمون به‌طور علنی می‌خواست که علی بن موسی مستقیماً در همهٔ تصمیمات و مراسم‌های رسمی شرکت کند؛ اما گزارش شده که علی بن موسی تصریح می‌کرد که در امور دولت دخالت نمی‌کند. مأمون نیروی محافظِ شخصی‌اش (شُرَط) و گاردش (حَرَس)، مأمورانِ تحت فرمانِ فرماندهان خراسانیِ وفادار به خلافت، و نیز یک حاجب و یک کاتب را برای علی بن موسی گُمارْد. خلیفه در قضاوت‌ها و فتواهایش به او وابسته بود و مناظراتی را میان او و دانشمندان مسلمان و نیز بزرگانِ جوامع دینیِ دیگر ترتیب می‌داد.
ارتباط میان علی بن موسی و فضل بن سهل هیچ‌گاه خوب نبود. بنابر گزارش‌ها، خاندان سهل توانستند برای مدتی امور را مدیریت کنند تا شدت اوضاع عراق را پنهان نگاه دارند و مأمون را به این باور رسانند که ابراهیم بن مهدی صرفاً به‌عنوان فرماندارش عمل می‌کند، و این علی بن موسی بود که بدون حُبّ و بغض، چشم مأمون را نسبت به این موضوع باز و اصرار کرد که به بغداد برود و حضورش سبب بازگشتِ آرامش و صلح به آنجا شود. این ارزیابیِ وضعیت، از سوی چند تن از فرماندهانِ سپاه مأمون پشتیبانی شد و مأمون تصمیم گرفت به عراق سفر کند. فضل بن سهل که هدفش حفظ حکومت در شرق بود، استعفای خویش را ارائه کرد و با استدلال شدت تنفرِ عباسیان نسبت به خود، از خلیفه خواست تا او را به‌عنوان فرماندارِ خراسان بزرگ منصوب کند. مأمون دیگربار بر کمالِ اعتمادش به او تأکید کرد و از او خواست تا نامه‌ای دیگر با مُهر و نام خلیفه در تأیید امتیازات استثناییِ خود بنویسد. این نامه در صَفَرِ سال ۲۰۲ ه‍.ق مهر و امضا، و به‌طور رسمی از سوی علی بن موسی نیز تأیید شد. پس از آن، برای انتشار در سراسر امپراتوری فرستاده شد.

## امامت
رضا در زمان حیات خود سعی نمود پیروان خود را مطیع داشته و شبهات آنان را از بین ببرد و با مخالفت‌ها و نارضایتی‌ها مقابله کند. پس از مرگ او نیز گفته‌ها و کردارهایش در منابع به صورت فزاینده‌ای اصلاح شد تا با تحولات عقیدتی شیعیان دوازده امامی مطابقت پیدا کند یا صرفاً تأثیر بیشتری نهد. این فرایند انتقال، تعدیل و تفصیل در عیون ابن بابویه به اوج خود رسید. وجود بسیاری از گزارش‌های صراحتاً جدلی مؤید این امر است که امامت رضا مورد اختلاف بود. به نظر می‌رسد که بسیاری از گزارش‌های موجود را حامیان رضا ساخته یا پرداخته‌اند. ابن بابویه شواهد فراوانی را بر امام هشتم بودن رضا ذکر می‌کند که بسیاری از این شواهد صرفاً ابداعی هستند. رضا در این گزارش‌ها به سؤالات شرعی و فقهی بسیاری پاسخ می‌دهد که در یک سطح، این سوالات درخواست‌های واقعی برای اطلاعات هستند؛ زیرا در نظر شیعیان جامعه برای تبیین قرآن و سنت به احکام امام نیاز دارد. در سطحی دیگر، این سؤالات برای پاسخ به چالش بزرگ‌تری مطرح شده‌اند: آیا موسی الرضا می‌تواند به همهٔ سؤالات به‌طور رضایت‌بخشی پاسخ دهد؟ به عبارت دیگر آیا او واقعاً امام است؟
به‌عقیدهٔ شیعه، امامت مهم‌ترین منصب پس از نبوت در اسلام است و هر امام به‌وسیلهٔ امامِ پیشین و از سوی خدا، عهده‌دارِ منصب امامت می‌شود. به گفته رسول جعفریان، با بروز اختلافات در جانشینیِ جعفر صادق، شیعیان این‌بار در جانشینی موسی کاظم دقّت بیشتری را لازم دیدند و در دوران حیات موسی کاظم سعی در شناختِ جانشینش نمودند. به‌گفتهٔ قُرَشی، روحانی شیعه، موسی کاظم نیز در این زمینه، اقداماتِ شفاهی و کتبی فراوانی را پیش‌بینی کرده‌بود. از جمله می‌توان به روایاتی با موضوع اِعطای حقوقی چون صدقات به علی بن موسی، وصیّ دانستنِ وی، تصریح به امامتش و توصیه به تبعیتِ از او اشاره کرد. اقداماتِ کتبی وی نیز شامل نامه‌هایی با مضمون تأییدِ امامت علی بن موسی پس از حیاتِ خودش بوده‌است. در این‌باره، صَدوق، محدث شیعه، در عیون اخبارَ الرّضا از دو نامه‌ای یاد می‌کند که موسی کاظم در آن به امامتِ علی بن موسی وصیت کرده‌است. موسی کاظم در مدینه، بصره و بغداد بر امامت علی بن موسی الرضا تأکید کرد و یارانش را گواه گرفت. وی در مدینه هفده نفر از سادات علوی را جمع کرد تا بر امامت وی شهادت دهند و نامه‌ای نوشت و شصت گواه بر آن گرفت. وی، حتی از زندان یادداشت‌هایی برای تثبیت این وصیت فرستاد. قُرَشی، روحانی شیعه، در حَیاةُ الْامامِ الرّضا، سیزده روایت را با موضوعِ تصریح به امامت علی بن موسی به‌نقل از موسی کاظم فهرست کرده‌است. شیخ مفید، محدث شیعه، نیز دوازده تَن از اصحاب موسی کاظم را نام برده‌است که جانشینیِ علی بن موسی در امامت را از زبان موسی کاظم نقل کرده‌اند. داوود بن کثیر رقی، علی بن یقطین و محمد بن سنان از جمله این محدثان که مفید برشمرده، هستند. علی بن یَقْطین از قولِ موسی کاظم روایت می‌کند: «علی بهترینِ فرزندانم است و من کُنیه‌ام (اَبوالْحَسَن) را به او داده‌ام». در منابع شیعه، علاوه‌بر تصریح به امامتش از سوی موسی کاظم، دلایل دیگری بر امامتش اقامه شده‌است، از جمله: تصریحِ پیامبر اسلام به امامتش و نام بردنش در حدیثی برای سلمان فارسی و جابِر بن عبدالله انصاری، گستردگی علم و آگاهیَش، عصمت وی و معجزاتی که از او گزارش شده‌است. به‌نظر نمی‌رسید کسی از برادرانش ادعای امامت داشته باشد، اگرچه بعضی از آنان مانند عباس بن موسی ظاهراً زنده بودن یا رجعتِ پدرشان را تبلیغ می‌کردند.
به گفته ناجی و باغستانی، علی بن موسی الرّضا، پس از درگذشت پدرش، طبق سفارش موسی کاظم ابتدا امامت خود را با اطرافیان و یاران نزدیک طرح کرد. اما پس از مدتی بدون تقیه به اعلام آشکارِ آن پرداخت و خود را به‌عنوان جانشین پدرش معرفی کرد. بااین‌حال، چنان‌که از وی روایت شده در اندیشهٔ کسب خلافت و قائل به مبارزهٔ مسلحانه در این راه نبود.

### واقفیه
یکی از چالش‌های اصلی علی بن موسی الرضا در ابتدای دورهٔ امامتش، شکل‌گیری مذهب واقِفیّه بود. برخی از وکلای موسی کاظم به‌ویژه علی بن اَبی‌حَمزهٔ بَطائِنی، زیاد بن مَروان قَندی و عثمان بن عیسی رَواسی درگذشت وی را انکار کردند و اعتقاد به این مذهب را رواج دادند. واقفی‌ها معتقد بودند موسی بن جعفر از دنیا نرفته و هنوز زنده است و روزی می‌خورد و همو قائم آل محمد است که به غیبت رفته‌است. این مسئله، سبب اختلاف اعتقادی بزرگی در گروه‌های گوناگونِ شیعیان به‌ویژه در کوفه و بغداد شد. پس از آن رضا متهم به انحراف از آموزه‌های اجدادش در برخی موارد شد.
گرچه ابن بابویه طمع وکلای کاظم را عامل شکل‌گیری واقفیه مطرح کرده‌است، ولی از نوشته‌های او مشخص است که پیروان این گروه از شیعیان دلایل اصولی‌تری برای تردید در امامت رضا داشتند. یکی از این شبهات، فرزند نداشتن رضا در سنین بالا بود که با حدیثی از جعفر صادق دربارهٔ شرایط امام بودن مطابقت نداشت. پس از این که یکی از پیروان واقفیه دربارهٔ این موضوع از رضا پرسید، او پاسخ داد که به زودی فرزندی از او به دنیا می‌آید و در همان سال محمد تقی به دنیا آمد؛ ولی در این که محمد تقی واقعاً فرزند رضاست یا پسر بردهٔ اوست، تردید وجود داشت. شبههٔ دیگری که بر امامت رضا وارد شد، این بود که او هنگام تدفین موسی کاظم در شهر دیگری می‌زیست و نمی‌توانسته پدرش را غسل میت داده باشد و این با روایت جعفر صادق دربارهٔ شرایط امامان مطابقت نداشت.
به‌گفتهٔ رسول جعفریان، روحانی شیعه، انگیزهٔ پیدایشِ وقف و گرایش به آن، علاوه بر تمایلات مادّی و هواهای نفسانی و دنیایی، عدم شناخت مصداق مهدویت در عین اعتقاد به آن بوده‌است. حسین مدرّسی، روحانی شیعه، در علتِ پیدایش واقفیه می‌گوید هرچند گزارش منابع شیعی مبنی بر امتناعِ بعضی از وکلای موسی کاظم در بازگردانیِ اموال به علی بن موسی الرّضا پس از قتلِ موسی بن جعفر درست است، بااین‌حال این تمامِ علت ماجرا نیست. او ادامه می‌دهد که انتظارِ دیرپایِ جامعهٔ شیعه برای قیامِ «قائِمِ آلِ محمّد» سبب شد تا با توجه به رواجِ حدیث‌هایی که هفتمین امام را «قائم» معرفی می‌کرد، بسیاری از شیعیان به قائِمیَّتِ موسی کاظم معتقد شوند و او را زنده بپندارند.
با ظهور واقفیه، یونُس بن عبدُالرَّحمٰن قُمی — یکی از شاگردان موسی کاظم — اقدام به تبلیغ علیهِ جریان وقف کرد. به گفته جعفریان، محدودیت‌هایی که خلفای عباسی برای علویان و شیعیان ایجاد کرده بودند، سبب شده بود تا ارتباط‌شان با امامان شیعه سخت شود و درنتیجه یادگیری مسائل دینی‌شان با مشکل مواجه شود. به‌گفتهٔ قُرَشی، روحانی شیعه، رضا نیز برای استدلال بر امامت خویش، سفری به بصره و کوفه را تدارک دید و با استقرار در منزل حسن بن محمد علوی در شهر بصره، جلسهٔ بزرگی گذاشت و با جمعی از مخالفان خود در امر امامت گفتگو کرد. در این جلسه، جاثُلیقِ نَصاری و رَأسُ الْجالوت نیز حضور داشتند و رضا با آن‌ها مناظره کرد. به گفته مدرسی، روحانی شیعه، سرانجام بسیاری از واقفیه، با گذشتِ زمانْ امامتِ علی بن موسی الرّضا را تصدیق کردند و در آغاز سدهٔ سوم هجری قمری، اکثریت شیعیان از علی بن موسی الرّضا در جایگاهِ امامِ مُفْتَرَضُ‌الطّاعَة اطاعت می‌کردند.

### اصحاب، شاگردان و وکلا
از دلایل گسترش و پراکندگی جمعیت شیعیان در ایران، ناامنی‌هایی ناشی از سخت‌گیری هارون بر شیعیان و سرکوب قیام‌های علیه حکومت توسط حکومت‌های مختلفی از جمله مأمون بود. رفاه موجود در شهرهای ایرانی نیز در مهاجرت اعراب به ایران مؤثر بوده‌است. این موارد سبب شد تا شیعیانی که در قیام‌ها فعالیتی نیز نداشتند، به مناطق امنی در ایران مهاجرت نمایند که پراکندگی این طایفه را در پی داشت. اندک‌اندک و با افزایشِ کَمّی و کیفیِ شاگردان شیعیِ علی بن موسی الرّضا در ایران و به‌ویژه قم، شهر قم به مرکز شیعیان تبدیل شد و لقب «حرمِ اهلِ بیت» را کسب کرد.
با احتمال روی کار آمدن عباسیان، جعفر صادق، تمهیداتی اندیشید تا بتواند فشارِ حاکمیت بر دستگاهِ امامت را کمتر کند و اهداف خویش را پیش ببرد. یکی از این تمهیدات، ایجادِ شبکهٔ وُکَلا بود. این فشار با روی کار آمدنِ عباسیان روزبه‌روز بیشتر شد؛ تا جایی که موسی کاظم به‌اتهام تحریکِ حَسَنیان برای قیام علیه حکومت بازخواست و مجبور به سوگند شد. این تشکیلات در عصر موسی کاظم شکلی وسیع‌تر و منسجم‌تر یافت و در عصر علی بن موسی الرضا، سامان‌مندتر شد. علی بن موسی در سازمان بخشیدن به شبکهٔ وکلا موفق بود و توانست تا سازمانِ وکالت و مدیریتِ سیاسی، اجتماعی، فرهنگی و اقتصادیِ شیعه را نظم و گسترش دهد. بر این اساس، شیعیان در عراق و سراسرِ مناطقِ مرکزی و غربیِ ایران (همچون شهرهای همدان، قم، ری و اهواز) به جامعه‌ای منسجم و هویت‌یافته تبدیل شدند.
در دوران امامت محمد باقر، جعفر صادق و موسی کاظم، شیعیان به گونه‌ای پرورش یافته‌بودند که هر کدام در فقه و کلام، صاحب‌نظر محسوب می‌شدند؛ با رویکرد شیعیان به سمت اجتهاد، جعفر صادق و علی بن موسی الرّضا طی رهنمودهایی بر آن مهر تأیید زدند. علی بن موسی الرّضا در این‌باره به احمد بن اَبی‌نَصْرِ بَزَنْطی گفته‌است: «بر ماست که اصول را بر شما عرضه کنیم و بررسیِ فروعِ هر مسئله و بحث دربارهٔ آن به عهدهٔ شماست». علاوه بر پرورش و معرفی راویانِ فقیه توسط امامان شیعه، آنها شیعیان را به مراجعه به این شاگردان تشویق و سفارش می‌کردند. در این‌باره علی بن موسی الرّضا شیعیانش را به بعضی اصحاب مانند یونُس بن عبدالرّحمن ارجاع داده‌است. در چنین شرایطی، علی بن موسی الرضا در وضعیت بهتری از جهت آزادی عمل به سر می‌برد. سفر وی به خراسان که در تاریخ امامان شیعه، بی‌نظیر تلقی می‌شود، سبب شد تا ناحیه خراسان و به‌خصوص نیشابور، نسبت به تشیع گرایش پیداکنند.
از میان شبکهٔ وکلایی که با علی بن موسی الرّضا در ارتباط بودند و نایبِ وی محسوب می‌شدند، بعضی جایگاه والاتری داشته و سخن‌شان از اعتبار بیشتری برخوردار بوده‌است. این افراد عبارتند: از محمد بن راشِد، عُمَر بن فُرات و محمد بن فُرات. در وکیل و باب بودنِ محمد بن فرات، اختلافی وجود دارد و برخی منابع چون کَشّی، وی را مدعیِ وکالت دانسته و مغضوبِ علی بن موسی الرّضا معرفی کرده‌است. علی بن موسی الرّضا، همواره شاگردانش را به صبر و شکیبایی در برابر ظلمِ حکومت فرامی‌خوانْد و از قیام علیه حکومت بازمی‌داشت.
در کتاب اَلْجامِعُ لِرُواةِ و اصحابِ الْاِمامِ الرِّضا، مجموعِ اصحاب و شاگردان علی بن موسی الرّضا ۸۳۱ تن عنوان و نام برده شده‌است. افرادی از اصحاب وی که منصب وکالتش را عهده‌دار بودند، عبارتند از: عبدالرّحمن بن حَجّاج (وکیل در بغداد)، صَفْوان بن یَحییٰ بِجِلّی (مدینه)، یونس بن یعقوب بجلی (مدینه)، ابراهیم بن سَلّام نیشابوری، عَبدُالْعَزیز بن مُهْتَدی (قم)، علی بن مَهْزیار اهوازی، عبدالله بن جُندَب، فضل بن سَنان (نیشابور)، ابوعلی بن راشد، ابوعلی رَیّان بن صَلْت قمی، هُشام بن ابراهیم عباس، ابراهیم بن محمد همدانی، اسحاق بن ابراهیم حُصَیْنی، حسین بن عبد ربّه و یونس بن عبدالرحمن. از این میان، یونس بن عبدالرحمن، صفوان بن یحیی، ابن ابی‌عُمَیْر، عبدالله بن مُغَیْره، حسن بن محبوب، احمد بن ابی نصر بزنطی، فضل بن شاذان نیشابوری، حسن بن علی بن فَضّال، عثمان بن عیسی و فَضّالَةِ بن اَیّوب از جمله اصحاب اجماعی به‌شمار می‌آیند که از علی بن موسی نقل روایت داشته‌اند. غیر از اینان، مهم‌ترین اصحاب وی، حسین بن سعید اهوازی، احمد بن عامِر طایی و زکریّا بن آدم اَشعَری معرفی شده‌است. علاوه بر مردان، کسانی همچون نجمه خاتون (مادرش)، خیزران نوبیه (همسرش)، حکیمه و فاطمه (دخترانش) و عَذرا (کنیزش) از جمله زنانی هستند که موفق به نقل حدیث از او شده‌اند.

## درگذشت

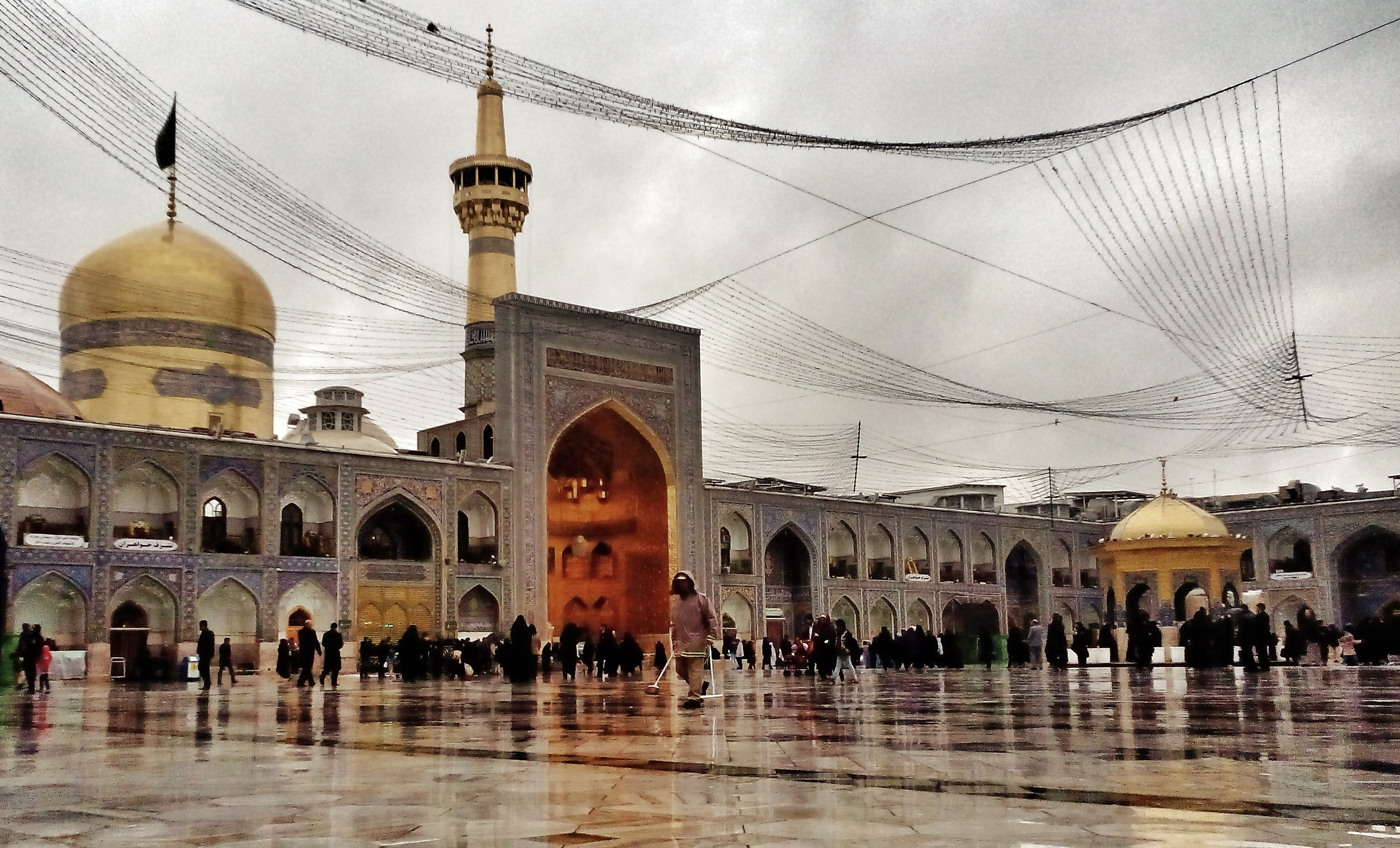
عکسی از مرقدِ علی بن موسی الرّضا در مشهد

در دوم شَعبانِ سال ۲۰۲ ه‍. ق، شش ماه پس از استعفای فضل بن سهل از وزارت، هنگامی که مأمون به‌همراه ولیعهد و دربار، قصدِ غرب کرده بود، فضل در سرخس توسط چند تن از فرماندهان سپاه کشته شد. هرچند مأمون دستور اعدامِ این فرماندهان را صادر کرد، اما آنان مدعی بودند که این اقدام به‌دستور خلیفه صورت گرفته‌است. هنگامی که کاروان مأمون به طوس رسید، علی بن موسی الرّضا احساس بیماری کرد و پس از چند روز درگذشت. بنابر معتبرترین گزارش‌ها، درگذشت او در آخرین روزِ صفر سال ۲۰۳ ه‍.ق اتفاق افتاده‌است. تاریخ‌های دیگری در همان محدودهٔ ماه صفر برای این واقعه ذکر شده‌است. خلیفه از گروهی از علویان و خویشاوندان علی بن موسی الرّضا از جمله عمویش، محمد بن جعفر، درخواست کرد تا پیکر علی بن موسی را بررسی و تأیید کنند که او به مرگ طبیعی درگذشته است و دستور داد که پیکرش در کنار قبر پدرِ خویش، هارون الرشید، در منزل حُمَیْد بن قَحْطَبهٔ طایی در سَناباد در نزدیکیِ نوغان به خاک سپرده شود. مأمون غم و اندوهِ بسیاری از خود نشان داد و بنابر گزارش‌ها بدون عَمامه در مراسمِ تشییع پیکر حاضر شد و به‌مدت سه روز در آنجا به عزاداری پرداخت. بااین‌حال بسیاری از منابع، او را متهم به دست داشتن در مسمومیتِ علی بن موسی الرّضا دانسته‌اند. درگذشت ناگهانیِ وزیر و ولیعهد که زنده بودن‌شان سبب می‌شد تا آشتی با عباسیانِ مخالف در بغداد ناممکن باشد، این احتمال را تقویت می‌کند که مأمون در این مرگ‌ها دست داشته‌باشد. البته این احتمال بدین معنا نیست که غم و اندوهش برای علی بن موسی و احساسات و وابستگی‌اش به او، لزوماً از روی ریاکاری یا ساختگی بود، بلکه می‌تواند نشان‌دهندهٔ غلبهٔ محاسبات سردِ سیاسی بر احساسات و ایده‌آل‌های شخصی او برای تثبیت منصب خلافتش باشد.
مادلونگ ضمن بیان روایت وارسی پیکر علی بن موسی توسط محمد بن جعفر برای اطمینان از طبیعی بودن مرگ، بیان می‌کند که درگذشت ناگهانی ولیعهد و وزیر که زنده‌بودن‌شان عدم آشتی با عباسیان را سبب می‌شد، احتمال قوی دست داشتن مأمون در این قتل‌ها را تقویت می‌کند. به‌نوشتهٔ طَیِّب الْحِبری در تاریخ جدید اسلام کمبریج، وی در شرایط مشکوکی در اثر مسمومیت با زهر کشته شد.
با توجه به این که در مذهب شیعه دوازده امامی، هر امام باید با توجه به برههٔ خاصی که در آن حضور داشته، رسالت خود را انجام دهد، شرح حال نویسان این مذهب سعی کرده‌اند زندگی امامان خود را با گاهشماری دقیق و استناد به اخبار و تاریخ‌ها ارائه کنند. یکی از دلایل حفظ این دقت ظاهری، این بود که پیروان این مذهب بتوانند با تکیه بر منابع خود با دیگر مذاهب بحث و جدل کنند. به همین علت است که تفسیر یک موضوع ظاهراً غیراعتقادی همچون مرگ یک امام، می‌تواند بر اساس خطوط فرقه‌ای تقسیم گردد. بدین ترتیب منابع شیعی مأمون را عامل شهادت امام خود می‌دانند.
اکثر منابعِ متقدم شیعی دلیل بیماریِ منجر به مرگِ علی بن موسی الرّضا را مسمومیت بر اثر زهر دانسته‌اند و به نقش مأمون اذعان دارند. برخی از این منابع عبارتند از: ابوبکر خوارَزمی در رسالهٔ خوارزمی، اَبُوالْفَرَج اصفهانی در مَقاتِلُ الطّالِبین، محمدباقر مجلسی در بِحارُالْاَنوار، صَدوق در مَعانیُ الْاَخبار و مَنْ لا یَحضُرُهُ الْفَقیهْ و کتابُ الْاِعتِقادات و مفید در اَلْاِرشاد. تاریخ‌نویسان شیعه علت مسمومیت و درگذشتِ علی بن موسی را انار مسمومی می‌دانند که توسط علی بن هُشام به وی داده شد. برخی گزارش‌ها از آبِ انارِ مسمومی که به‌دست یکی از درباریان تهیه و توسط شخصِ خلیفه به علی بن موسی خورانده شد، یاد کرده‌اند. با این وجود، طبری اشاره‌ای به احتمال قتل نمی‌کند. دربارهٔ شیوهٔ مسموم شدنِ علی بن موسی الرّضا گزارش‌های مختلفی وجود دارد. هشام معروف حسنی در سیرَةُ الْائِمَّةِ الْاِثنیٰ عَشَر گزارش می‌کند که مأمون از یکی از غلامانش به‌نام عبدالله بن بشیر خواست تا به دستانش زهر بمالد و سپس همراه با وی، نزدِ علی بن موسی رفت و پس از احوالپرسی، از عبدالله بن بشیر خواست برای علی بن موسی الرّضا، اناری آب‌گیری کند و آن را به‌دست خود به علی بن موسی خوراند. شریف قرشی، روحانی شیعه، گزارشی را به‌نقل از عیون اخبار الرّضا نقل می‌کند که مسمومیتش با قرار دادنِ چندروزهٔ سوزن‌های زهرآلود در حبه‌های انگور به‌همراه دانه کردن اناری با دست زهرآلودِ خادمی و آوردن آن‌ها نزد علی بن موسی، انجام شده‌است. در منابع شیعه شیوه‌های دیگری نیز از مسمومیت برای علی بن موسی الرّضا گزارش شده‌است، از جمله مسمومیت با عسل که علی بن زید بیهقی آن را نقل کرده‌است.
در این میان، شیعیانی چون سیّد بن طاووس، شیخ مفید و اِربِلی، مسمومیت یا دخالتِ مأمون در این قتل را به دیدهٔ تردید نگریستند. منابعی از اهل سنت نیز درگذشت علی بن موسی الرّضا را به‌خاطر بیماری ولی بر اثرِ خوردن انگورِ بسیار دانسته‌اند. نخستین گزارش در این‌باره از سوی طبری نقل شده‌است. در بین منابع تاریخی اهل سنت، بعضی منابع از جمله تَذکِرَةُ الْخَواصِّ ابن جوزی، مِرْآةُ الْجَنانِ یافعی، اَلصَّواعِقُ الْمُحْرِقَة ابن حَجَر هِیْتَمی و وَسیلَةُ الْخادم اِلَی الْمَخدوم فضل بن روزبِهان خُنْجی به مسمومیتِ علی بن موسی الرّضا در طوس و درگذشتش بر اثر این مسمومیت اشاره کرده‌اند، اما به شیوهٔ مسمومیت و عامل آن اشاره‌ای ننموده‌اند. در کنار این گزارش‌ها، نویسندگانی از اهل سنت، علاوه بر اعلام مسمومیت به‌عنوان سبب درگذشت علی بن موسی، عاملِ این مسمومیت را نیز مأمون معرفی دانسته‌اند، از جملهٔ آنان می‌توان به دیدگاه مَقریزی در اَلْمُقَفَّی الْکَبیر، ابن حِبّان در اَلثِّقات، صَفْدی در  اَلْوافی بِالْوَفَیات، ابوالفرج اصفهانی در مقاتل الطالبین، تِرمانینی در اَحْداثُ التّاریخِ الْاِسلامیِّ بِتَرتیبِ السِّنینَ و قُنْدوزی در یَنابیعُ الْمَوَدَّة اشاره کرد.

## دفن و آرامگاه

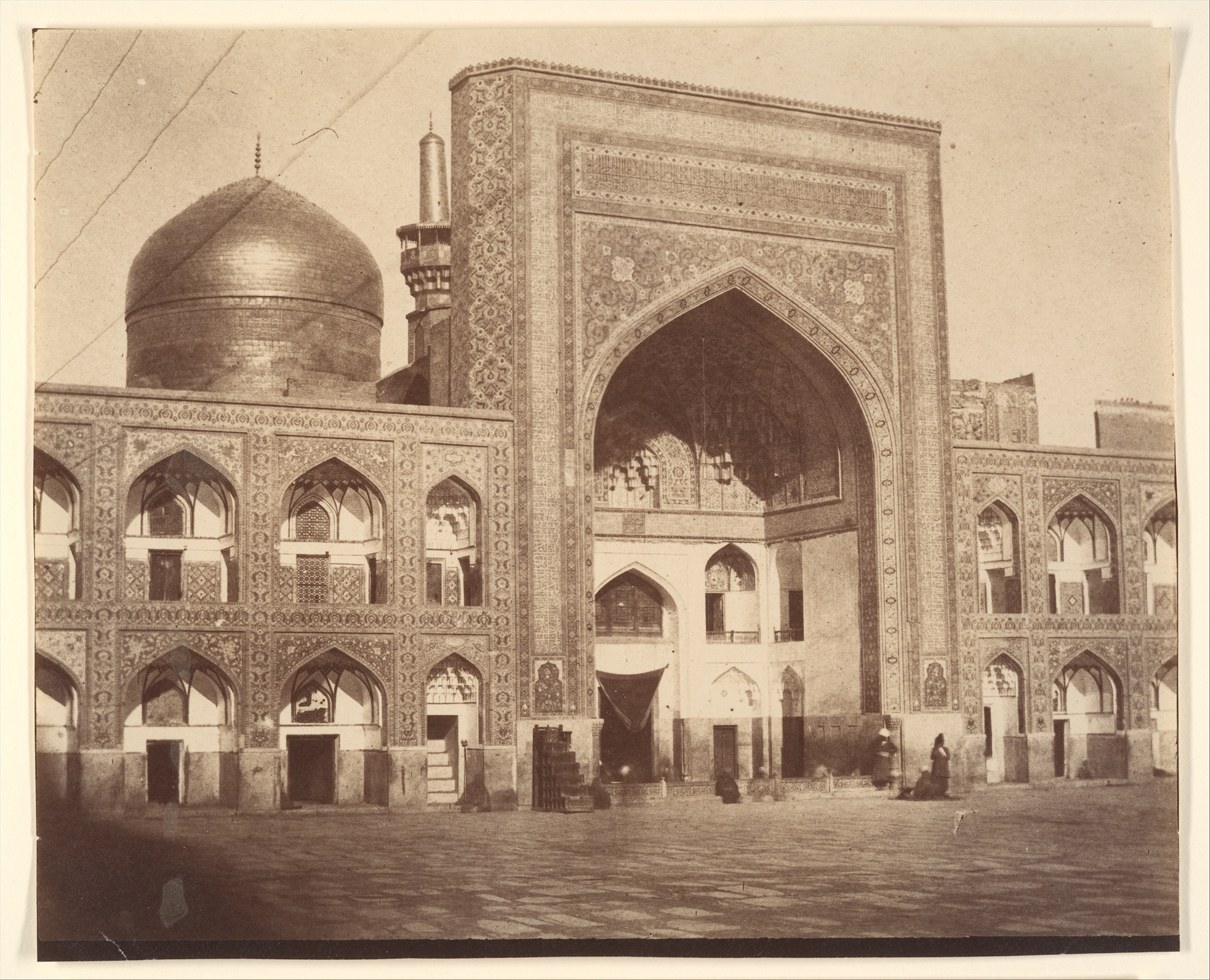
قدیمی‌ترین تصویر از حرم علی بن موسی الرّضا مربوط به سال ۱۲۳۰ هجری خورشیدی (۱۸۵۱ میلادی)

### مراسم دفن
پس از درگذشت علی بن موسی الرّضا، پیکرش را در سمت بالاسرِ قبرِ هارون دفن کردند. به‌گزارش شیخ صدوق، محدث شیعه، علی بن موسی الرّضا در سفر بازگشتش از مرو، هنگام ورود به سناباد و بر سر قبر هارون، به هَرثَمَة بن اَعیَن خبر دفن شدنش در بالاسرِ هارون را داد. سپس از نیت مأمون برای دفن پیکرش در کنار هارون پرده برداشت و به هرثمه اطمینان داد که پایینِ پا و پشت سرِ هارون به‌خاطر سختی، زمین شکافته نمی‌شود و مأمون مجبور است که او را در بالاسرِ هارون دفن کند. بنابر روایت دیگری از شیخ صدوق، در عیون اخبار الرّضا، به‌نقل از هرثمه، بعد از آنکه وی مسموم شد، فرزندش، محمد بن علی، — که پیش از آن در مدینه بود — به‌صورتِ معجزه‌گونه‌ای به خراسان آمد و پدرش را پیش از تغسیل و تکفین مأمون، غسل و کفن نمود. مأمون به‌مدت یک روز، درگذشت علی بن موسی الرّضا را از مردم مخفی کرد و در روز بعد، پس از اطلاع مردم از درگذشت علی بن موسی الرّضا و اجتماع و اعتراضشان، از محمد بن جعفر خواست تا مردم را پراکنده کند. سپس دستور داد تا شبانه او را دفن نمایند.

### مدفن
پیش از دفن علی بن موسی الرّضا در سناباد، نام این منطقه «قُبّهٔ هارونی» بوده‌است. پس از دفن علی بن موسی، آبادانی آنجا شتاب گرفت و سامانیان اقدام به ساخت بناهایی در آنجا کردند. در دورهٔ غَزنَویان، ساختمان و قُبّهٔ جدیدی بر آن مقبره ساخته شد و این ساخت و سازها تا دورهٔ صَفَویان ادامه داشت و در حکومت صفویان به اوج خود رسید. توسعهٔ آرامگاه در عصر افشاریان با طلاکاری ایوان صحن ادامه داشت. در دورهٔ قاجاریان، ضریح جدیدی برای بقعه ساخته شد. در دوران سلطنت پهلوی، بیشتر تلاش‌ها معطوف به بازسازی، ترمیم و تغییر کاربری‌های بخش‌های مختلف حرم شد. پس از انقلاب ۱۳۵۷ ایران، طرح‌های مختلفی در توسعهٔ حرم اجرا شد و بیشترین حجم توسعه مربوط به این دوران بوده‌است.

## خانواده

### همسران
در منابع تاریخی، برای علی بن موسی الرّضا همسری در مدینه بوده که نامش روشن نیست. دُرّه، کنیزی که مادر محمد تقی بوده و نام‌های دیگری هم داشته‌است ازجمله خَیْزُران. متون تاریخی، وی را از خاندان ماریهٔ قِبطیّه، همسرِ پیامبرِ اسلام، دانسته‌اند. شیخ طوسی از یک همسر دیگر به‌نامِ «رُحْم» یاد کرده‌است. امّ‌حبیبه نیز دخترِ مأمون عباسی بود که پس از ماجرای ولایتعهدی علی بن موسی به عقد وی درآمد. مسعودی در اینکه ام‌حبیبه، خواهر مأمون است یا دختر وی، تردید دارد اما خواهر بودنِ وی با مأمون را قوی‌تر می‌داند.

### فرزندان
در تعداد و نامِ فرزندان علی بن موسی اختلاف است؛ گروهی آنان را شش تن (پنج پسر و یک دختر) به نام‌های محمّد، حسن، جعفر، ابراهیم، حسین و فاطمه (یا عایشه) گزارش کرده‌اند. ابن حَزْم شمارِ پسران را سه تن به‌نام‌های علی، محمد و حسین می‌داند. در روایتی دو پسر به‌نام محمد و موسی و روایتی دیگر دو پسر به‌نام محمد و جعفر گزارش کرده‌اند. غروی نایینی در مُحَدِّثاتِ شیعه می‌گوید دختری به‌نام فاطمه برای علی بن موسی گزارش شده که همسر محمد بن جعفر بن قاسم بن اسحاق بن عبدالله بن جعفر بن ابی‌طالب بوده‌است.

#### انتساب محمد تقی
از مسائلی که در زندگانی علی بن موسی الرّضا در منابع یاد شده، انکار نسبتِ پدری–فرزندیِ علی بن موسی الرّضا و محمد تقی است. خاستگاه این موضوع، فاصلهٔ زمانیِ ۳۰ ساله میان ازدواج علی بن موسی و تولد محمد تقی است. همین مسئله سبب شد تا جمعی به امامت علی بن موسی الرّضا شک کنند؛ چراکه معتقد بودند امام باید صاحبِ فرزند باشد. دلیل دیگرِ این انکار، تفاوتِ رنگ پوست بین این پدر و فرزند بود؛ آن‌طور که منابع منعکس کرده‌اند، رنگ پوست محمد تقی به‌مقدار زیادی تیره بوده‌است. بنابر گزارشی که کُلَیْنی، محدث شیعه در کافی نقل می‌کند: «علی بن جعفر با اعتراف بر ظلمی که خود به‌همراه عموها و برادران علی بن موسی الرّضا بر وی روا داشته‌اند، داستان را این‌گونه شرح می‌دهد که وقتی رنگ دگرگونِ محمد تقی را دیدیم، به علی بن موسی الرّضا شکایت بردیم که در میان خاندان ما، امامی که رنگش دگرگون باشد، نبوده‌است و علی بن موسی پاسخ داد این فرزند، زادهٔ من است. اما خویشانِ علی بن موسی الرّضا به این حرف، قانع نشدند و تقاضای داوریِ قیافه‌شناس را مطرح کردند. علی بن موسی مباشرت در چنین کاری را رد کرد، ولی آنان را مختار قرار داد که هرچه می‌خواهند انجام دهند. در نهایت در روزی مشخص، همگان جمع شدند و برای اطمینان بیشتر، بر علی بن موسی الرّضا لباسِ مبدل تن کرده و با صحنه‌سازی، او را باغبانِ خانه معرفی کردند و به وی گفتند در باغ مشغول کار شود، سپس همگی در اتاق جمع شدند. در نهایت قیافه‌شناس، بررسی‌های خود را انجام داد و اعلام کرد که پدرِ این فرزند در اتاق نیست، اما عموهای این فرزند و عموهای پدرش در اینجا حاضر هستند؛ سپس اعلام کرد که اگر کسی پدر این فرزند باشد، آن باغبانی است که ردِّ پایش را در باغچه دیده‌ام. با این سخنِ قیافه‌شناس، همگی به اشتباه خود پی‌بردند و به امامت محمد بن علی اقرار کردند و از علی بن موسی الرّضا عذر خواستند.»

## جانشینی
از دیگر مسائل پرحاشیهٔ زندگی علی بن موسی الرّضا، مسئلهٔ جانشینی وی بوده‌است. پس از ماجرای واقفی‌ها و انکارِ امامت علی بن موسی و مسائلی که در دیرفرزندآوریِ علی بن موسی پیش آمد، و در نهایت انکار انتسابِ محمد تقی به علی بن موسی، علی بن موسی الرّضا بارها بر جانشینی محمد تقی تأکید و توصیه نمود. مسئلهٔ بعدی که در جانشینی علی بن موسی الرّضا رخ داد، مسئلهٔ سنِّ کمِ محمد تقی بود. پذیرش امامی که در سن کودکی به امامت رسیده‌است، برای شیعیان سابقه نداشت. علی بن موسی الرّضا تمام تلاش خود را در تثبیتِ جایگاه محمد تقی کرد. نُصوصی از علی بن موسی الرّضا از طریق اشخاصی مانند علی بن جعفر، صفوان بن یحیی، معمر بن خالد و حسین بن یسار در این‌باره نقل شده‌است. علی بن موسی الرّضا پس از تولد محمد تقی، با روش‌های مختلف بر امامتِ محمد تقی تأکید کرد، مانند نشان دادن مُهرِ امامتِ فرزندش به یارانش. با همهٔ این تمهیدات، این‌بار شیعیان با چالشی جدید مواجه بودند که آیا بلوغ، شرط امامت است و اینکه آیا یک کودک شرعاً شرایط امامت را داراست و علم لازم برای این مقام را دارد یا نه؟ این چالش سبب شد تا گروهی از شیعیان به عبدالله بن موسی گرایش پیدا کنند؛ اما با بی‌پاسخ ماندن پرسش‌هاشان از وی، از پذیرش امامت او رویگردان شدند. در این بین گروهی از شیعیان نیز پس از درگذشت علی بن موسی و با استناد به سنِّ کمِ فرزندش محمد تقی، به امامت برادرش احمد بن موسی باور پیدا کردند که این مذهب به‌نام احمدیه شناخته می‌شوند. همچنین پس از درگذشت علی بن موسی، جمع کثیری از واقفیه که به امامت وی باور پیدا کرده‌بودند، مجدداً به عقیدهٔ وقف بازگشتند و مُؤَلَّفه نام گرفتند.
سرانجام اکثریت جامعهٔ شیعه، امامت محمد تقی را پذیرفتند؛ هرچند که این پذیرش با استدلال‌های متفاوتی انجام شد. گروهی بر این عقیده بودند که امامت محمد تقی حق و صحیح است و او پس از رسیدن به سن بلوغ و به‌دست آوردن شرایط علمی لازم، امام خواهد بود و علمش را از طریق کتاب‌های پدرانش به‌دست خواهد آورد. گروهی دیگر بر این اعتقاد بودند که خداوند علم و امامت را به هرکس بخواهد می‌دهد حتی اگر آن شخص کودک باشد مانند عیسی و یَحیَی بن زَکَریّا که در کودکی پیامبر شدند، آنچنانکه محمد تقی در اثبات جانشینی خود، به جانشینی سلیمان برای داوود، جانشینی یحیی برای زکریا و نبوت عیسی در سنین خردسالی استدلال کرده‌بود. سرانجام نظریهٔ دوم پذیرش بیشتری در جامعهٔ شیعه یافت.

## ویژگی‌های ظاهری و اخلاقی
به‌گفتهٔ باقر شریف قرشی، مورّخ شیعه، در توصیف ویژگی‌های ظاهری علی بن موسی الرّضا اختلافاتی وجود دارد؛ این اختلاف در سفیدرو یا سرخ‌رویی و خرمایی‌رنگ بودن پوست صورتش گزارش شده‌است. شمایل وی از لحاظ ظاهری، شبیه به جدَّش محمد توصیف شده‌است. نویسندگان، قد و قامتش را میانه و پُرهیبت نوشته‌اند. در ویژگی‌های اخلاقی‌اش آورده‌اند که با مردم، خوش‌اخلاق و نرم‌خوی بوده و هرگز بدگویی نکرده‌است. در عَفْو و بخشش، سرآمد بوده و به حلم و بردباری دعوت می‌کرده‌است. فروتن بوده و به اخلاص، کم‌حرفی، راستگویی، امانت‌داری و خوش‌قولی بیش از دیگر صفاتش شهره بوده‌است. ناجی و باغستانی در دانشنامه جهان اسلام می‌گویند که در رعایت برخی آداب، اهتمام داشت؛ غذا را آهسته و اندک می‌خورد. گزارش کرده‌اند که صدایش را بلند نمی‌کرد و صبح‌ها بعد از اقامهٔ نماز صبح، با مردم به گفتگو می‌نشست. آورده‌اند که هرگز پایش را مقابل کسی دراز نکرده و تکیه نمی‌زده‌است. مهمان‌نواز بود و از مهمان کار نمی‌کشید. در دیدار مردم لباس فاخر می‌پوشید اما در غیر آن لباسش خشن و ارزان بود. نظافت را رعایت می‌کرد، ظاهری آراسته و نظیف داشت، با عود هندیِ تازه، گلاب و مُشک خود را خوشبو می‌کرد. ابراهیم بن عباس از اخلاقیات علی بن موسی نقل می‌کند که: «وی هرگز کلام کسی را قطع نکرد و حاجت هیچ‌کس را رد ننمود. هرگز پایش را در مقابل کسی دراز نکرده و با تندی با کسی صحبت ننموده‌است. شب‌ها کم می‌خوابید و با خدمتکارانِ خود بر سر یک سفره می‌نشست.» از کیفیت عبادتش، صدوق، محدث شیعه، گزارش کرده‌است که روزهٔ بسیار می‌گرفت و دائم در ذکر بوده‌است. شب‌ها کمتر می‌خوابیده و بیشتر به عبادت و شب‌زنده‌داری می‌پرداخته‌است. صدقهٔ بسیار می‌داد و تقاضای مردم را سریع اجابت می‌کرد. کیفیتِ انفاقش به‌قدری بود که در روزِ عَرَفه، تمام اموالش را میان مردمِ خراسان تقسیم کرد.

## دیدگاه و فعالیت سیاسی و علمی

### مواضع سیاسی
به‌گفتهٔ احمد پاکتچی، موضع سیاسیِ علی بن موسی الرّضا مانند امامانِ پیش از خویش، میان دیدگاه زیدیه و اکثریتِ اهل حدیث قرار داشت؛ نه به‌دنبال قیام بود و نه مشروعیت بخشیدن به حکومت‌ها. او تَقیّه را یک استراتژی بلندمدت برای شیعیان درنظر داشت که شیعیان با عمل به آن، از تندروی‌های نامعقول خودداری کنند تا به شرایط سختْ دچار نشوند و تحت فشار قرار نگیرند. بااین‌حال در شرایطی که جامعهٔ شیعه در خطر فروپاشی و تفرقه بود، تقیّه را کنار گذاشت و آشکارا در برابر جریان‌هایی مانند واقفیه و فَطْحیّه ایستاد. علی بن موسی الرّضا ویژگی‌ها و صفات و شئون امامت را در هر موقعیتی برای مردم بیان می‌کرد و با تأکید بر حقِّ ولایتِ امام، اطاعت از او را لازم می‌شمرْد و بدین‌گونه رهبریِ دینی و سیاسیِ امامان را یادآوری می‌کرد و در تعیین مصداقِ امام، از امامانِ شیعهٔ دوازده‌امامی نام می‌بُرد. در همین راستا، او به تبیین جایگاهِ «امام مُفْتَرَضُ‌الطّاعَة» پرداخت که دانا به سیاست، خیرخواه برای بندگان خدا و نگاهبان دین خداست. او صراحتاً و برخلاف امامانِ پیشین، بی هیچ تقیّه‌ای، خود را امام مفترض‌الطّاعه معرفی، و شبهات را در این زمینه رفع کرد و در دفاع از حقِّ امامان شیعه برای حکومت، ضمن نقدی مسامحه‌آمیز از ابوبکر و عُمَر، به نقدی تند و صریح از خلفای عباسیِ معاصر خویش پرداخت.
به‌گفتهٔ جلال درخشه، کُنش علی بن موسی الرّضا در مسئلهٔ ولایتعهدی با دیدگاهش دربارهٔ تقیّه منافاتی ندارد. در سیرهٔ او اگرچه حاکمیت جورْ نفی می‌شود، اما اصول ثابتی نیز هستند که مبنای واکنش‌ها در هر زمان، قرار می‌گیرند از جمله: پیشگیری از آشوب و فتنه و بحران، حرکت منسجم تشکیلاتی، بسترسازی برای برپاییِ حکومت امام معصوم، بهره‌گیری از ظرفیت‌های اجتماعی و انسانی، اثبات برتری امامانِ شیعه و غصب خلافت، و حفظ وحدت جامعه؛ و برآیندِ مجموعهٔ این معیارهاست که چگونگیِ رفتار در قبال تقیّه را تعیین می‌کند. علی بن موسی الرّضا در برابر مأمون، موضعی منفی اتخاذ می‌کند که در چند موقعیت قابل مشاهده است: عدم پذیرش اولیهٔ ولایتعهدی، بیان حدیث سلسلةالذهب در نیشابور، اظهار نارضایتی از پذیرش ولایتعهدی، شرط عدم دخالت در امور حکومتی، تأکید بر حقِّ خویش در مجلس ولایتعهدی و استفاده از ظواهرِ امور و سنت‌ها که در آن دوره، برخلاف سنت پیامبر انجام می‌شد. او در هنگام ولایتعهدی، آشکارا خلافت را «اِمارَتِ کُبریٰ» می‌نامد که حقی از حقوقِ اهل بیت است که پدرانِ مأمون آن را ادا نکرده بودند و مأمون آن را به صاحبش بازگرداند. درعین‌حال او در برابر ظلم خلفا، تقیّه و صبرْ پیشه می‌کند و به‌دنبال قیام علیهِ حکومت نیست.
علی بن موسی الرّضا در نسبتِ شیعیان با سلطان، با بیان عدم مشروعیتِ سلطان از سوی شیعه، شیعیان را از ارتباط و همکاری با سلطان بر حذر می‌دارد؛ اما به شیعیانش توصیه می‌کند که درصورت ناچاری، همکاری باید با احتراز و پرهیز باشد. او همکاری را درصورتی جایز می‌داند که از ریختنِ خونی جلوگیری یا خطری دفع شود یا حفظ مصالحی مانند امر به معروف و نهی از منکر در محدوده‌ای خاص مطرح باشد. علی بن موسی الرّضا در برابر دیگر مکاتب فکری و عقیدتی در آن دوران — که بخشی از آن به‌خاطر رشد نهضت ترجمه بود — شاگردانِ بسیاری تربیت، و در مناظراتش با شخصیت‌های مختلف، به گسترش علومِ شیعی کمک کرد.

### موقعیت علمی و روایی
دانشمندانی از اهل سنت مانند اِبن حَجَرِ عَسقَلانی و ابن نَجّار، از جایگاه ویژهٔ علی بن موسی الرّضا یاد کرده‌اند که در سنِ کمتر از بیست سالگی، در مسجد پیامبر بر منبر رفته و فتوا می‌داده‌است. ابن حجر در اینباره می‌نویسد که رضا، اهل علم و فضل بود که از جهت نسب نیز شرافت داشت. در میان امامان شیعه نیز، تنها چهار امام امکان نشر آزادانه اسلام را پیدا نمودند که علی بن موسی الرّضا آخرین آنان بود. بر اساس گزارشی از یقطینی، وی برای اثبات جایگاه علمی خود نزد برخی از شکاکان به امامتش، به پانزده‌هزار مسئله علمی‌شان پاسخ داده‌است. وی جلسات علمی تشکیل می‌داد که ویژهٔ شیعیان نبود و بزرگان اهل سنت نیز در این جلسات حاضر می‌شدند.
آرای کلامی
دوران علی بن موسی الرّضا، به‌خاطر قدرت‌نماییِ دو گروه معتزله و اهل حدیث، عصر بحث‌های کلامی بوده‌است. با روی‌کارآمدنِ مأمون، فضای بازی ایجاد شد تا هر گروه، آزادانه دیدگاه مذهبیِ خویش را مطرح نماید و سایر مذاهب، آن را مورد نقد و بررسی قرار دهند. علی بن موسی الرّضا نیز در بین این دو گروه، اقدام به بیان دیدگاهش نمود. این امر سبب شد تا اکثر روایاتی که از علی بن موسی توسط منابع گزارش شده‌اند، در حوزهٔ علم کلام باشد. از مهم‌ترین مسائلی که در این کشمکش‌های کلامی مطرح می‌شد، مسائل امامت و توحید بود. علاوه بر این گفتگوهای علمی بین دو مذهب کلامیِ غیرشیعه، شیعیان به‌عنوان مذهبی پرطرفدار، به‌جهت سخت‌گیری‌های حکومت عباسی از امامان خویش، دور بودند و امکان برگزاری جلسات علمی و پرسش و پاسخ با امام خویش را نداشتند. این فاصلهٔ شیعیان با رهبرانِ خویش به‌همراه گرایشِ اهل حدیث به روایات و ترجیحِ هر روایتی بر عقل، سبب شد تا شیعیان نیز همچون اهل حدیث، در معنای حقیقیِ روایاتی دربارهٔ صفاتِ خدا درمانده شوند. همین امور سبب شده بود تا اختلافات کلامی در بین شیعیان رواج یابد؛ به‌گونه‌ای‌که ابی‌نصر بزنطی به علی بن موسی الرّضا از اختلاف شیعیان در مسائلی چون جَبْر و اختیار و صفات خدا خبر داده‌است. در این بحبوحهٔ کلامی، علی بن موسی با تدارک جلسات مناظره، بیان روایات و اعتقادات و گفتگو با سران مخالفان و دگراندیشان، با اختلافات اعتقادی در تشیع و جامعهٔ اسلامی مبارزه کرد. با پیدایش معتزله و بیان دیدگاه‌های عقلی و برتری دادنِ عقل بر نقل، مسئلهٔ امامت نیز — که از دیدگاه شیعه، بحثی نقلی است — شکلی عقلی به خود گرفت. شاهدِ این تغییر، داغ شدنِ بحث‌های کلامی در عصر علی بن موسی بود. مأمون نیز با ایجاد آزادیِ نسبی در بیان دیدگاه‌های مختلف، سبب شد تا علی بن موسی برخلاف پدرانش مسئلهٔ امامت را با خیال راحت‌تری تبلیغ و تشریح نماید؛ به‌طوری‌که تا قبل از آن، بحث دربارهٔ امامت تنها مربوط به محافلِ خاصِّ علمی بود، اما در عصر علی بن موسی این بحث‌ها به میان عموم جامعه کشیده شد. ازاین‌رو علی بن موسی در معرفیِ تشیع و امامت به ایرانیان نقش اساسی را عهده‌دار بود.
از مهم‌ترین آرای کلامیِ علی بن موسی الرّضا می‌توان به جایگاه امامت و مسئلهٔ حُدوثِ قرآن اشاره کرد که در عصر وی، یکی از بحث‌انگیزترین مباحث کلامی بوده‌است. وی در زمینهٔ خلقتِ قرآن، با انکار قدیم بودنِ قرآن، به ریشهٔ این بحثِ کلامی نیز می‌پردازد و بحث بر سر آن را بی‌حاصل می‌داند. او در مقابلِ بحث‌های طولانی و اختلاف‌انگیز بر سر حُدوث و قِدَمِ قرآن، به دقت در مُفاد آیات قرآن توصیه می‌کرده‌است. هرچند احتمال دلایل سیاسی در این پرهیز، داده شده‌است. وی در مسئلهٔ توحید نیز، با استناد به دلایل عقلی همچون برهان نظم، دلیل شرطی، برهان حدوث و برهان حرکت، به اثبات وجود خدا پرداخته‌است.
مناظره‌ها
عواملی مانند توسعهٔ مذاهب اسلامی، گسترش سرزمین‌های اسلام، نهضت ترجمه و پراکنشِ آثار یونانی، مصری و ایرانی در سرزمین‌های اسلامی و نیز مشکلات داخلی و خارجی حکومت‌های عباسی، سبب شد تا انقلاب و تحولی در زمینهٔ مناظرات کلامی رخ دهد. این تحول در عصر مأمون به اوج خود رسید و سبب شد تا مأمون با ایجادِ فضایی باز در زمینهٔ آزادی بیان، به‌عنوان یکی از بزرگ‌ترین متکلمانِ زمان خویش شناخته شود. با حضور علی بن موسی الرّضا در دربار حکومت، مأمون که علاقه‌مند به علوم مختلفِ ترجمه‌شده به عربی بود؛ مناظرات زیادی را میان علی بن موسی الرّضا و دانشمندانِ دینی و رهبرانِ ادیانِ مختلف — که از سرزمین‌های مختلف به خراسان می‌آمدند — ترتیب می‌داد. در مقابل، برخی روایاتْ حاکی از این است که قصد اصلیِ مأمون از ترتیب دادنِ این مناظرات، امیدواریِ وی برای تضعیف جایگاه علی بن موسی الرّضا نزد عموم مردم و عالمانِ اقوام و گروه‌های گوناگون بوده‌است. شاخصه‌های اصلیِ مناظرات علی بن موسی الرّضا را می‌توان در دو بخش کلیِ مناظرات درون‌دینی با محوریت تشریح جایگاه امامان پس از پیامبر اسلام، اثبات امامت علی بن ابی‌طالب و برخی مجادلات کلامی بین شیعه و سنی؛ و مناظرات برون‌دینی با موضوعاتی مانند اثبات توحید، ذات و صفات خدا، کیفیت آفرینش، نفی تشبیه، نفی تجسیم، اثبات نبوت محمد، نفی الوهیتِ عیسی و نفی تثلیث دانست.
برای علی بن موسی تا پیش از سفر به خراسان، مناظراتی گزارش شده‌است، اما اهم مناظرات او که به تفصیل در منابع روایی مورد اشاره قرار گرفته‌اند، مناظرات وی در مقام ولایتعهدی است. این مناظرات عبارتند از: مناظره‌ای با رَأسِ جالوتِ یهودی بود که سرانجام با پذیرش اسلام رأس جالوت، مناظره به پایان رسید. مناظرهٔ دیگر با جاثلیقِ مسیحی داشت که به انکار تثلیث و پذیرش توحید توسط جاثلیق منتهی شد. مناظره‌ای دیگر با بزرگِ هیربَدانِ زَرتُشتی برای علی بن موسی گزارش شده‌است که با بی‌پاسخ ماندن پرسش‌های علی بن موسی، مناظره به سرانجام نرسید. عِمرانِ صابی دیگر فردی‌است که با وجود گرایش‌های غیراسلامی و غیرتوحیدی، در موضوع توحید و صفات خدا با علی بن موسی وارد مناظره شد و در نهایت با استدلال‌های علی بن موسی، شهادتین گفت و اسلام را پذیرفت. سلیمانِ مَرْوَزی و علی بن محمد بن جَهْم نیز از افرادی هستند که در موضوعات بَداء و عصمت پرسش‌هایی را مطرح کردند و با پاسخ‌های علی بن موسی، جلسه را تبدیل به مناظره‌ای کلامی کردند. در پایان هر دو مناظره، سلیمان و علی بن محمد، به اشتباه بودنِ اعتقادشان پی‌بردند. بیهم دائو دربارهٔ گزارش برگزاری و شرکت در مناظرات میان علی بن موسی الرّضا، مُتکلّمانِ مسلمان و چهره‌های برجستهٔ دیگر جوامعِ مذهبی از سوی مأمون، هدف این گزارش‌ها را نشان دادنِ برتریِ علی بن موسی الرّضا از نظر علم و دانش نسبت به خلیفه و دیگر دانشمندانِ مسلمان و رقیبانِ غیرمسلمان ادعا می‌کند و ادامه می‌دهد به‌همین دلیل، تاریخی بودنِ آنها مورد پرسش قرار گرفته‌است، و می‌توان آنها را سرچشمهٔ تلاش برای قرار دادنِ علی بن موسی الرّضا به‌عنوان رقیب در دانشِ زبانزدِ خلیفه در نظر گرفت، همان‌طور که در منابع اهل سنت گزارش شده‌است.

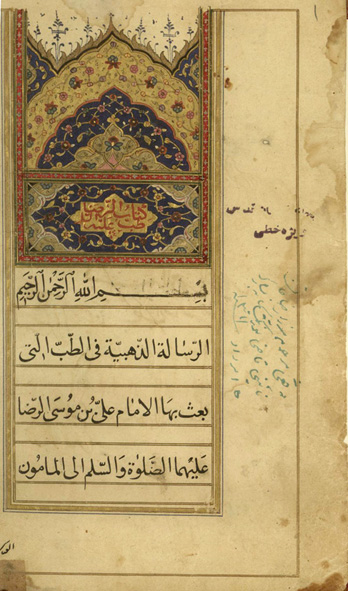
برگی از رساله ذهبیه منسوب به علی بن موسی الرضا که با عنوان طب الرضا تصحیف شده‌است.

### آثار
رسالهٔ ذهبیه
رسالهٔ ذَهَبیّه یا طِبُّ الرِّضا، رساله‌ای در طب و حفظ سلامتی است که به‌دستور مأمون و به‌قلم علی بن موسی الرّضا نوشته شده‌است. این کتاب که رسالهٔ ذهبیّه نام گرفته، دربارهٔ پزشکی است و چون به‌دستور مأمون آن را با آب طلا نوشته‌اند، یکی از گران‌بهاترین رساله‌های پزشکی است. در این رساله مطالبی دربارهٔ تعدیل طعام، تدبیر حمام و اصلاح بدن و حفظ بدن از امراض، جهت بهره‌مندی از سلامتی کامل آمده‌است. در سندیتِ این کتاب، ابهاماتی وجود دارد که اعتبارش را مورد تردید و خدشه قرار داده‌است؛ محمدباقر مجلسی، سید عبدالله فاطمی‌نیا، محمد عباديانی از جمله کسانی اند که به اعتبار این کتاب به دیدهٔ تردید نگریسته اند.
فقه الرضا
فِقْهُ الرِّضا کتاب دیگری است که منتسب به علی بن موسی الرّضا است. این کتاب تا سدهٔ دهم هجری قمری ناشناخته بود. محمدباقر مجلسی و پدرش آن را معتبر اعلام کردند. بااین‌حال بیشتر علمای شیعه در اعتبار این کتاب تردید دارند.
صحیفة الرضا
صَحیفَةُ الرِّضا مجموعه‌ای از ۲۴۰ حدیث منتسب به علی بن موسی الرّضا است که به‌وسیلهٔ عبدالله بن احمد بن عامر روایت شده که او آن‌ها را از پدرش احمد و پدرش از علی بن موسی الرّضا در سال ۱۹۴ ه‍.ق در مدینه شنیده‌است. برخی از روات این اثر را مسندالرضا نامیدند و به‌عقیدهٔ قرشی، این نام به موضوع کتاب — که دربرگیرنده روایاتی از پیامبر اسلام و سایر امامان شیعه است — نزدیک‌تر است.
عیون اخبار الرضا
عُیُونُ اَخبارَ الرِّضا کتابی است که نویسندهٔ آن، اِبنِ بابِوَیْه، معروف به شیخ صدوق، هر چیزی را که دربارهٔ علی بن موسی الرّضا روایت شده، گردآوری کرده‌است. مناظرات دینی و احادیثی که از علی بن موسی نقل شده، چراییِ انتخاب نامِ وی، روایات مربوط به درگذشت و معجزاتی که در حرمش واقع شده، از موضوعات این کتاب است. در این کتاب، رساله‌های مختصری نیز از علی بن موسی نقل شده‌است.

## در دیدگاه‌ها

### دیدگاه اهل سنت
منابع زندگی‌نامه‌ایِ اهل سنت، علی بن موسی الرّضا را به‌عنوان یکی از راویان احادیث ذکر کرده‌اند. گفته می‌شود که تعدادی از محققان حدیثِ عامّه، گزارش‌هایی دارند که از او حدیث نقل شده‌است؛ اما نام راویان، ذکر نشده و بااین‌حال ازجمله روایاتِ عامه از مدینه است. به‌عنوان یک امامِ امامی که ادعای یگانگیِ مرجعیت مذهبی را دارد و اعتبار روایات نبویِ منتسب به حوزهٔ صحابهٔ پیامبر را به‌رسمیت نمی‌شناسد، علم علی بن موسی الرّضا در نظر هم‌فکرانِ اهلِ عامه‌اش مشکوک بود. واقِدی، از علی بن موسی به‌عنوان یک راوی که از پدر و عموهایش نقل حدیث کرده‌است یاد می‌کند. به‌گفتهٔ مادلونگ، واقدی اگرچه او را به‌عنوان «ثِقه» یعنی «راویِ مورد اعتماد» توصیف می‌کند، اما اهل سنت در مدینه آشکارا از او دوری می‌کردند و پیروان و راویان حدیث از او، تنها شیعیان بودند.
از سوی دیگر، دانشمندان عامّه نمی‌توانند هیچ مانعی در برابر نقل حدیث از او یا علیهِ اعتبار او دربارهٔ روایاتی که او در زمانِ حضورش در خراسان به‌عنوان ولیعهد نقل کرده، بیابند؛ از دیدگاه آنان، پذیرشش به‌عنوان ولیعهدِ مأمون بدین معنی بود که برخلاف ادعای پیروانِ امامیهٔ خود، وی مدعیِ مقامِ امامیه نبوده‌است. در حقیقت، به‌نظر می‌رسد که آنان او را به‌عنوان یک راویِ برجسته به‌واسطهٔ تقوایش در علمش و نسبش از پیامبر، مورد توجه قرار داده‌اند. بااین‌حال، با توجه به احترامِ مستمر نسبت به علی بن موسی الرّضا به‌عنوان امامِ امامیه و توسعهٔ بدنهٔ احادیث امامیه بر پایهٔ اعتبارِ وی، بعدها دانشمندان سنی به‌وضوح بی‌میل بودند که او را به‌عنوان یکی از اولیاءشان مورد توجه قرار دهند. بیهم دائو در دانشنامهٔ اسلام می‌گوید ازاین‌رو، بعضی از اهل سنت این دیدگاه را بیان کردند که او همیشه یک راویِ قابل‌اعتماد نیست؛ درحالی‌که بعضی دیگر از اهل سنت، با احترامِ بیشتری نسبت به جایگاهش رفتار می‌کردند و گفتند که نقصِ مربوط به روایات او، از راویانِ او سرچشمه می‌گیرد. بااین‌وجود، آنان همچنان از او به‌عنوان مردِ تقوا و علم یاد می‌کردند، و حتی منابعی از اهل سنت مانند ابن صَبّاغ مالکی در اَلْفُصولُ الْمُهِمَّة و فضل بن روزبهان خُنجی در وَسیلةُ الْخادم اِلَی الْمَخدوم، به پیروی از شیعه، از درگذشت وی به‌عنوان شهادت یاد کرده‌اند. جعفریان از گروهی از دانشمندان اهل سنت یاد می‌کند که تا سدهٔ ششم هجری قمری به زیارت مدفن علی بن موسی الرّضا رفته‌اند و این واقعه را دلیل بر محبوب بودنِ علی بن موسی نزد اهل سنت دانسته‌است. در برخی منابع اهل سنت همچون الفصول المهمه، نورُالْاَبصار اثر شَبْلَنْجی، و الصّواعق المحرقة، موارد خارق‌العاده‌ای چون پیشگویی‌ها و صحبت به زبان‌های مختلف اشاره شده‌است.

### دیدگاه شیعه
زیدیه
دربارهٔ شیعیانِ زِیْدیّه، گفته می‌شود که گروهی از آنان علی بن موسی الرّضا را به‌عنوان امام، پس از انتصاب از سوی مأمون به‌رسمیت شناختند، اما پس از درگذشت علی بن موسی الرّضا دوباره به زیدیه بازگشتند. دربارهٔ دیگران از زیدیه — که از سوی طبری به‌عنوان «کوفیانِ شیعی» یاد می‌شوند، اما دیدگاه‌هایشان به‌صورت زیدی قابل تشخیص است — گزارش کرده‌اند که علی بن موسی الرّضا را به‌عنوان جانشینِ مأمون به‌رسمیت نمی‌شناسند و گفته‌اند که اگر او مدعیِ خلافت باشد، او را به‌رسمیت خواهند شناخت، آنچنانکه هر علویِ دیگری را به‌رسمیت می‌شناسند.
شیعهٔ دوازده امامی
خیرالدّین زِرِکْلی در توصیف علی بن موسی از دیدگاه شیعیان، می‌نویسد که: «علی بن موسی الرّضا، ثامِنُ الْاَئِمّه از ائمهٔ دوازده‌گانه است.» جایگاه ویژهٔ امامان شیعه از منظر تقدّسِ مذهبی، سبب شده‌است تا هر آنچه به آنان منسوب باشد، از نظر شیعیان مورد احترام و حائز اهمیت واقع شود. آثار مربوط به علی بن موسی الرّضا خصوصاً پس از سفر او به ایران — اعم از چشمه‌ها، قدمگاه‌ها، حمام و مسجدهای منسوب به وی — از جمله اماکن مقدس برای شیعیانش محسوب می‌شود. روایات شیعه، معجزات بسیاری را به علی بن موسی الرّضا نسبت می‌دهند که نشان‌دهندهٔ آگاهیَش از مرگ و رویدادهای دیگر، تواناییش در خواندنِ ذهنِ ملاقات‌کنندگان، تعبیرِ خواب، ضربه‌زدن به زمین و خارج‌کردنِ شمشِ طلا از آن، قدرت شفابخشیِ او، آگاهیش از زبان‌های همهٔ انسان‌ها و حیوانات و برآورده‌شدنِ دعاهایش هستند. همچنین روایات فراوانی در منابع شیعی، از فضیلتِ زیارت مرقد علی بن موسی در مشهد یاد کرده‌اند. در این دسته از روایات، مواردی چون بخشش گناهان، در امان ماندن از آتش جهنم و ثوابِ زیارت پیامبر اسلام از پاداش‌های زیارت مرقد علی بن موسی گزارش شده‌است. شهرستانی از صدوق، محدث شیعه، در عیون اخبار الرّضا، روایتی در فضیلت زیارت علی بن موسی الرّضا نقل کرده‌است که بر اساس آن، زیارت علی بن موسی بر زیارت تمامِ امامان شیعه از جمله حسین بن علی برتری دارد. انگلبرت کمپفر — پزشک و جهانگرد آلمانی در سدهٔ هفدهم میلادی — ضمن اشاره به علاقهٔ شدید شیعیان به زیارت علی بن موسی الرّضا، می‌نویسد که اعتقاد این زائران، شفای بیماران به‌واسطهٔ توسل به علی بن موسی است. کثرتِ زائران سبب شده‌است تا نیکولای خانیکوف — خاورشناس روس‌تبارِ سدهٔ نوزدهم — در سفرنامهٔ خویش بنویسد: «با وجود گذشتِ هزار سال از درگذشت علی بن موسی، او هنوز در دنیا شرکتِ فعال دارد.» وی همچنین در توصیف زائرانِ بسیارِ علی بن موسی، تعداد غذاهای طبخ‌شده در آشپزخانهٔ حضرتیِ حرم امام رضا را تدارک‌شده برای پنجاه‌هزار نفر دانسته‌است؛ این درحالی است که جمعیت مشهدِ آن روزگار، شصت‌هزار نفر بوده‌است.
در دوران امامت علی بن الحسین تا جعفر صادق و با سیاست‌های اجرایی آنان، مسئلهٔ عزاداری برای امامان شیعه و به‌ویژه حسین بن علی، امری مُسَجَّل نزد شیعیان محسوب شده‌بود. موسی کاظم و علی بن موسی نیز این امرِ ثابت را تحکیم بخشیدند و شیعیان را به برپاییِ مراسم عزا و بزرگداشت امامانِ شیعه دعوت می‌کردند.

### نزد صوفیه
در سنّتِ صوفیّه، علی بن موسی الرّضا به‌عنوان الگوی زُهد تلقی می‌شود و در برخی از سلسله‌ها، وی به‌عنوان پیوندی در زنجیره‌ای از اجازه برای انتقالِ دانشِ عرفانی از پیامبر شناخته می‌شود. بیهم دائو در دانشنامهٔ اسلام گزارش می‌کند اعتقاد بر این است که وی، دانشِ خود را به معروفِ کَرْخی (د. ۲۰۰ ه‍.ق/۸۱۵–۸۱۶ م)، از عارفان مشهور نخستین، هنگام مواجهه‌هایش در بغداد منتقل کرده‌است؛ اما بااین‌حال در ادامهٔ گزارشَش می‌گوید بعید است که علی بن موسی الرّضا از این شهر بازدید کرده باشد، و احتمالاً کلِ روایت راجع به تَصَوُّفِ او ساختگی است.

## در آثار فرهنگی

### آثار ادبی و هنری
شاعران شیعی، به‌خاطر ارادت و محبت‌شان به امامان و اهل بیت‌شان، و همین‌طور با توجه به آموزه‌های اسلامی، نسبت به سرودنِ شعر دربارهٔ امامان شیعه، اهتمام ویژه‌ای نشان داده‌اند. علی بن موسی الرّضا نیز به‌عنوان هشتمین امامِ شیعیان دوازده امامی، جایگاه ویژه‌ای دارد و شاعران نسبت به رثا، مدح و نوحهٔ او، خود را ملزم دانسته‌اند. سرودن در مدح امامانِ شیعه، منحصر به منابع و شاعران شیعی نبوده و در دیوان دیگر شاعران نیز، اشعاری در مدح و فضیلت بزرگان اسلام گزارش شده‌است. بااین‌حال تا پیش از صَفَویان، در این زمینه اشعارِ زیادی وجود ندارد، زیرا تعصباتِ مذهبیِ سده‌های پنجم و ششمِ هجری قمری، سبب شد تا این اشعارْ ثبت و ضبط نشوند یا دستخوشِ تحریف قرار گیرند. شاعرانی چون سَنایی، ابن یَمین، وصالِ شیرازی، حسن کاشی، وحشیِ بافْقی، ابن حسام خوسْفی، عبدالرّحمنِ جامی، حَزینِ لاهیجی، ادیبِ نیشابوری و ادیبُ الْمَمالِک از شاعرانی هستند که در مدح علی بن موسی الرّضا اشعاری سروده‌اند. از معروفترین و قدیمی‌ترین اشعاری که دربارهٔ علی بن موسی الرّضا سروده شده، سرودهٔ دِعبِلِ خُزاعی است. دعبل که شیعه بود، برای دیدار با علی بن موسی راهی مرو شد و در دیداری که با وی داشت، شعری مفصل سرود که به «قَصیدهٔ تائیه» یا «مَدارِسُ الْآیات» مشهور شد. این شعر در مدح پیامبر اسلام، امامانِ شیعه و ابراز اعتقادات شیعی بود. سرودن شعر با زمینه‌های سیاسی–مذهبی از دیگر فرهنگ‌های عامیانه محسوب می‌شد. نسیم شمال در ماجرای بمباران حرم امام رضا توسط قوای روس، شعر «با آل علی هر که درافتاد برافتاد» را سرود و در آن به بیان برخی از القاب علی بن موسی الرضا پرداخت:
| این قبر غریب‌الغربا، خسرو طوس است |  | این قبر معین‌الضعفا، شمس شموس است |
| خاک در او ملجاء ارواح و نفوس است |  | باید زره صدق بر این خاک درافتاد  |
| با آل علی هر که درافتاد برافتاد  |  |                                  |

در زمینه هنرشناسی نیز، محمود بستانی در کتاب تاریخُ الْاَدَبِ الْعَرَبی فی ضَوءِ الْمَنهَجِ الْاسلامی، به بررسی چند نمونه از تصویرآفرینی در کلام علی بن موسی الرّضا پرداخته، و با بیان عناصر هنری و فکری، بخشی از کتابش را به این مبحث اختصاص داده‌است.

### آثار تجسمی

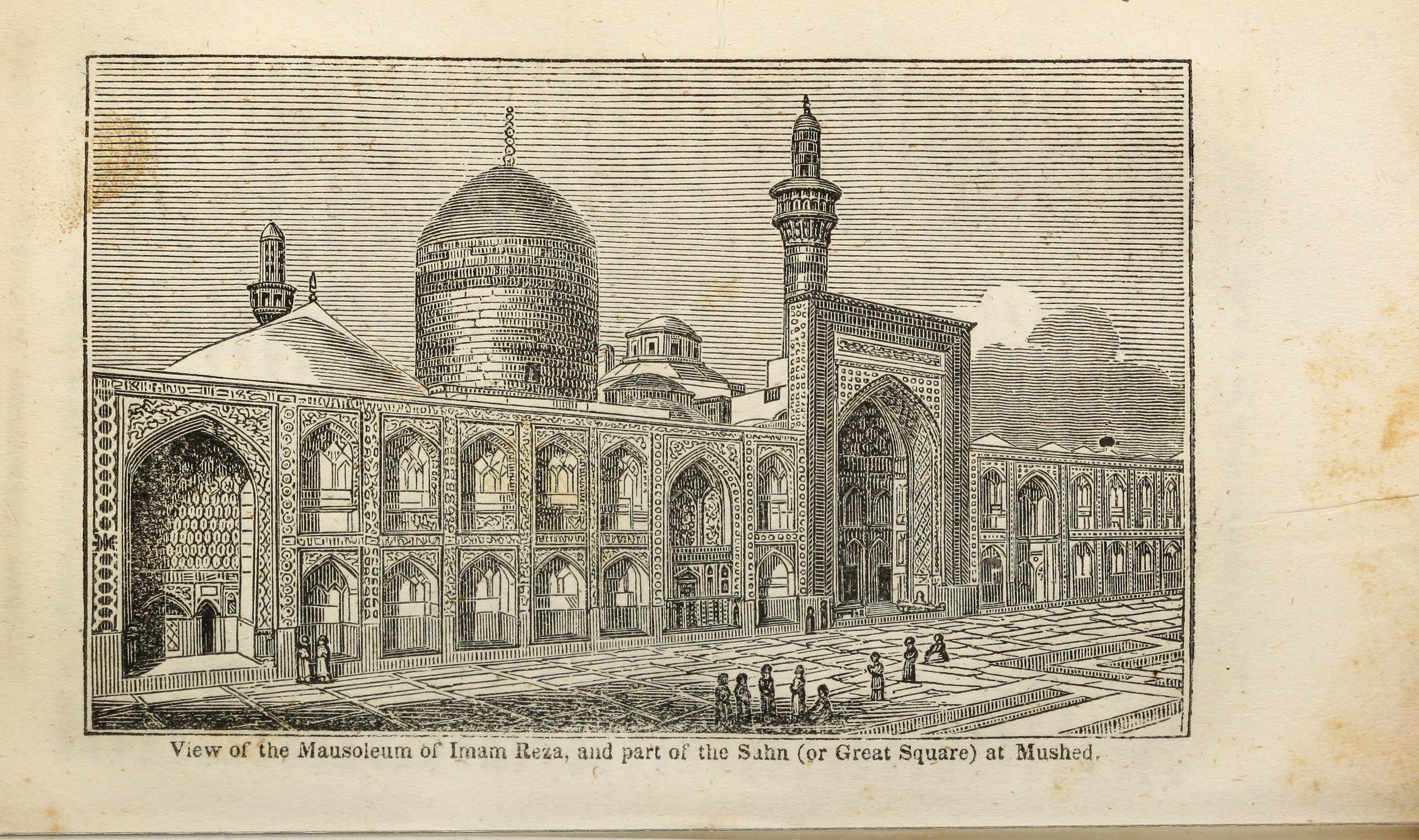
نقاشی قدیمی مربوط به ۱۸۲۲ م، اثری از جیمز بیلی فریزر پس از سفر به مشهد و پذیرش آئین اسلام

از جمله آثار تجسمیِ مرتبط با علی بن موسی الرّضا، نقاشی ضامن آهو اثر محمود فرشچیان است. فرشچیان نقاشی دیگری را با نام ضامن آهو ۲ طراحی، و در سال ۱۳۸۹ رونمایی و به موزهٔ آستان قدس اهدا کرد. از سال ۱۳۸۲، جشنوارهٔ فرهنگی هنری امام رضا هرساله برگزار می‌شود و علاقه‌مندان، آثار خود را جهت نمایش و معرفی به این جشنواره ارسال می‌کنند. در سال ۱۳۹۳، از کتابی با عنوان یا ضامن آهو رونمایی شد. موضوعِ این کتاب، جمع‌آوری آثار گوناگون تجسمی در حوزه‌های خوشنویسی، نگارگری و عکاسی با محوریتِ علی بن موسی الرّضا است.

### آثار نمایشی
اولین اثر نمایشی با موضوع علی بن موسی الرضا، مستند یا ضامن آهو ساختهٔ پرویز کیمیاوی است. این مستند به‌سال ۱۳۵۰ ه‍.ش برای به‌نمایش درآوردنِ حس و حالِ زائران علی بن موسی الرّضا در حرم امام رضا تولید شده‌است. پس از آن مهدی فخیم‌زاده مجموعه‌ای تلویزیونی را با نام ولایت عشق در سال ۱۳۷۶ ه‍.ش ساخت و به روی آنتن شبکه یک تلویزیون جمهوری اسلامی ایران بُرد. این مجموعه با موضوع سفر علی بن موسی الرّضا به مرو و ولایتعهدی و درگذشت علی بن موسی الرّضا ساخته‌شده‌است. عنوان‌بندیِ این فیلم با صدای محمد اصفهانی و آهنگسازیِ بابک بیات همراه بود که بعدها با نام آلبوم ولایت عشق، به‌صورت جداگانه منتشر شد.

## منبع‌شناسی

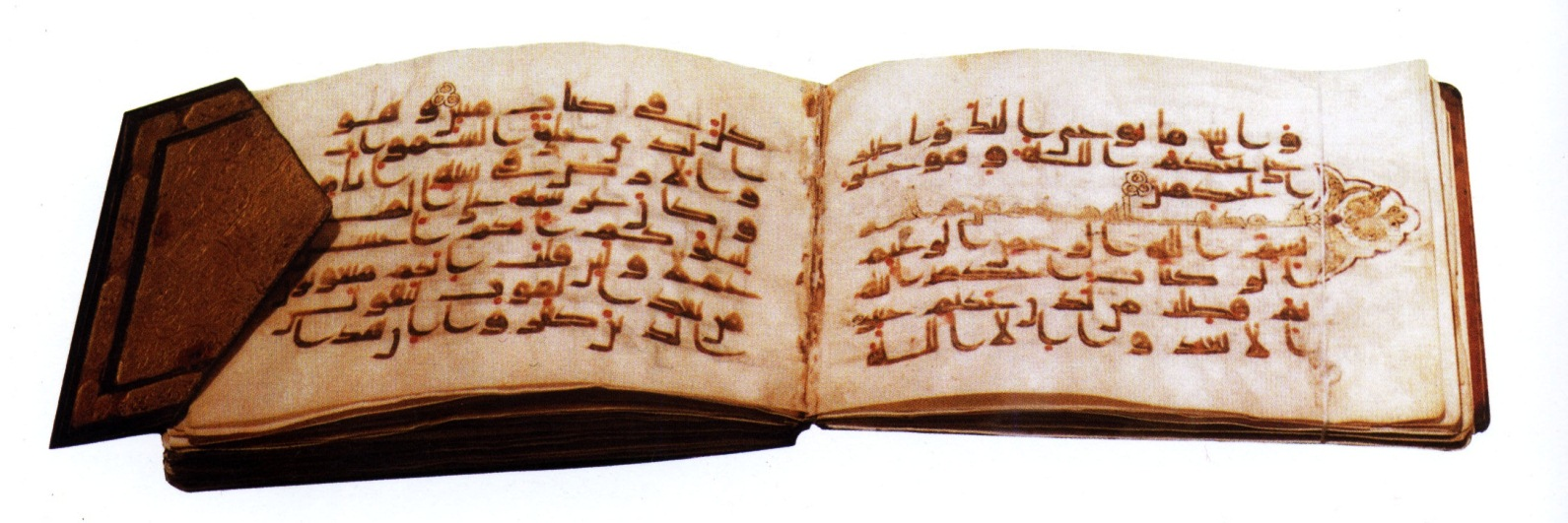
قرآنی خطی منسوب به علی بن موسی الرّضا، نگاه‌داری‌شده در موزهٔ آستان قدس رضوی

در زمینهٔ کتاب‌شناسی علی بن موسی الرّضا، گزیدهٔ کتاب‌شناسیِ امام رضا (ع) تألیفِ هادی ربانی را می‌توان یاد کرد. احمدی میانجی در کتابش، مکاتیبُ الْاِمامِ الرّضا، به جمع‌آوری نامه‌ها، دست‌نوشته‌ها و املاهای علی بن موسی الرضا در لابه‌لای منابع مختلف پرداخته‌است. این اثر در ۲۲۴ صفحه، شامل دویست نامه و دست‌نوشته در موضوع‌های مختلف اعتقادی، اجتماعی، سیاسی، فقهی، اخلاقی، ادعیه و طب است. دربارهٔ زندگی علی بن موسی فراتر از گزارش‌های شیعهٔ امامی، اطلاعاتِ بسیار اندکی به‌دست آمده که عمدتاً گزارش‌هایی متأخر و با ماهیتِ شرح‌حالی هستند و مربوط به دورهٔ مواجههٔ وی با مأمون است که با مناظراتِ علمی پررنگ شده‌است.